# Historia del Chelsea Football Club
Para una visión general del club, véase Chelsea Football Club.
Este artículo documenta la historia del Chelsea Football Club, un club de fútbol establecido en el distrito de Hammersmith y Fulham, al oeste de Londres, en Inglaterra.
Fundado en 1905, el Chelsea rápidamente ganó gran reputación por la firma de jugadores de renombre y por atraer una gran multitud de seguidores, pero no logró ganar ningún trofeo importante en sus primeros 50 años de existencia. El club disputó 30 de sus primeras 40 temporadas en la First Division, aunque a menudo se encontraba finalizando la temporada en posiciones de media tabla o luchando contra el descenso. Lo más cerca que estuvo el Chelsea de obtener un trofeo importante en aquellos años fue cuando se proclamó subcampeón de la FA Cup en 1915, aunque en los años 1911, 1920, 1932, 1950 y 1952 fue eliminado en las semifinales. La mala racha fue rota finalmente por el entrenador Ted Drake, quien presentó una serie de cambios en el club y llevó al Chelsea a su primer campeonato de liga en 1955.
Entre 1963 y 1972, el Chelsea competía regularmente por consagrarse campeón de algún torneo importante, aunque frecuentemente estuvo a punto de fracasar. Ganó la Football League Cup en 1965, la FA Cup en 1970 y la Recopa de Europa en 1971, además de haber sido subcampeón de la FA Cup en 1967 y subcampeón de la Football League Cup en 1972. Surgieron varios problemas durante la siguiente década, en particular causados por un intento ambicioso de modernizar el Stamford Bridge, el estadio del Chelsea. Esto puso al club al borde de la extinción antes de que el entrenador John Neal le diera al Chelsea el campeonato de la Second Division a mediados de los años 80 y, en última instancia, lograrlo establecer en la máxima categoría.
Un renacimiento del club se dio entre 1996 y 2000, cuando Ruud Gullit y Gianluca Vialli arribaron al Chelsea. Gracias a ellos, el Chelsea logró ganar la FA Cup en 1997 y en el 2000, así como la Football League Cup y la Recopa de Europa en 1998 y la clasificación a la Liga de Campeones de la UEFA por primera vez. Desde entonces, el club ha finalizado entre los seis primeros lugares de la Premier League desde la temporada 1996-97. En 2003, el Chelsea fue comprado por el multimillonario ruso Román Abramóvich, quien inició el camino del club hacia el éxito; José Mourinho obtuvo un bicampeonato en las temporadas 2004-05 y 2005-06, una FA Cup y dos Football League Cups en 3 años. El club también logró alcanzar una final de Liga de Campeones en el 2008 bajo la dirección de Avram Grant y consiguió otra FA Cup en el 2009 gracias a Guus Hiddink, además de haber conseguido su sexta FA Cup y su tercer título de liga en la temporada 2009-10 bajo el mandato de Carlo Ancelotti.

## Pre Fundación
En 1896, Henry Augustus Mears, un aficionado al fútbol y hombre de negocios, junto con su hermano, Joseph Mears, adquirieron el Stamford Bridge en Fulham Road, al oeste de Londres, con la intención de que en él se jugarán partidos de fútbol, aunque tuvo que esperar hasta 1904 para comprar el estadio, cuando el anterior propietario falleció. Fracasaron en convencer al Fulham Football Club de adoptar el terreno como su casa después de una disputa sobre la renta, por lo que Mears consideró venderlo a la compañía ferroviaria Great Western Railway, quienes querían utilizar el terreno para depositar carbón en él. Sin embargo, su colega Fred Parker estaba tratando, sin éxito, de persuadir a Mears de no vender el estadio y de fundar un nuevo club en Stamford Bridge. Lo que sucedió a continuación fue lo que más tarde relató Parker:

"Sientiéndome triste ya que tal vez ese viejo campo no estaría ahí nunca más, caminé lentamente a su lado —Mears—, cuando su perro, llegando por detrás sin ser visto, me mordió muy severamente a través de mis medias de cilcista como para extraer la sangre libremente. En ese momento le dije al propietario: ¡Su maldito perro me ha mordido! ¡Mire!, y sin expresar preocupación, observó y dijo: 'Terrier escocés, siempre muerde antes de hablar.'

Los absurdo de esa frase me pareció tan divertido que, saltando en un pie y con sangre corriendo por mi pierna, tuve que reír a carcajadas diciéndole que era el «pescado más crudo» que jamás había conocido.

Un minuto más tarde, me sorprendió que me diera palmadas en el hombro diciéndome: 'Usted tuvo que morder condenadamente bien, la mayoría de los hombres habrían levantado el infierno al respecto. Mire, yo me quedaré con usted; no importa los demás. Iremos a lo de los fármacos a conseguir algo para esa mordedura, nos encontraremos aquí mañana a las nueve y nos pondremos ocupados.'"
Fred Parker.

Así, por un capricho, Mears decidió seguir el consejo de Parker de fundar su propio club en Stamford Bridge.

## Primeros años (1905-1915)

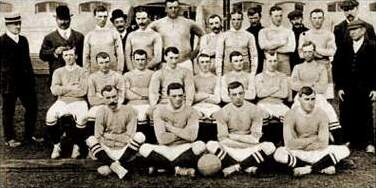
Primer equipo del Chelsea en septiembre de 1905.

El Chelsea Football Club fue fundado el 10 de marzo de 1905 en el pub The Rising Sun —actualmente The Butcher's Hook—, que se encuentra actualmente ubicado al frente de la salida del estadio. Como ya existía el club Fulham FC, los fundadores decidieron adoptar el nombre del adyacente distrito de Kensington y Chelsea para el nuevo club, habiendo rechazado nombres como «Kensington Football Club», «Stamford Bridge Football Club» y «London Football Club». La camiseta azul fue adoptada por Mears, habiendo tomado los colores de la vestimenta del Vizconde de Chelsea, junto con el pantalón blanco y las medias azul oscuro. 
Tras la fundación, se le negó su admisión en la Southern League, debido a objeciones en contra por parte de los clubes Fulham FC y Tottenham Hotspur, por lo que el club se vio obligado a presentar su candidatura a la Football League, la cual fue aprobada en la junta general anual del 29 de mayo de 1905, después de un discurso de Parker, el cual enfatizó la estabilidad financiera del club, la importancia de su impresionante estadio y el papel importante del equipo en aquel entonces.
El primer jugador internacional del club fue el escocés John Tait Robertson, quien fue el primer jugador y entrenador al mismo tiempo del equipo. El club comenzó con la contratación de jugadores de otros equipos, como el guardameta William Foulke, quien salió campeón de la FA Cup con el Sheffield United, y Jimmy Windridge, quien llegó del Small Heath. El primer partido oficial del club tuvo lugar el 2 de septiembre de 1905 ante el Stockport County, en el cual fueron derrotados por 1-0. El primer partido del club como local fue un amistoso ante el Liverpool FC, donde se impusieron a los «reds» por 4-0. Robertson también anotó el primer gol del club en un partido ante el Blackpool FC, donde el Chelsea se llevó la victoria por 1-0.

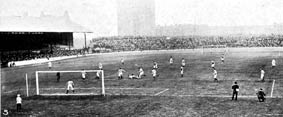
Partido del Chelsea ante el West Bromwich Albion en septiembre de 1905.

El Chelsea finalizó en una respetable 3ª posición en su primera temporada disputada en la Second Division, pero Robertson no pudo continuar dirigiendo al equipo en noviembre de 1906 por disputas con los directivos, por lo que en enero de 1907 abandonó al club para poder unirse al Glossop North End. El secretario del club William Lewis tomó el cargo de entrenador interino, llevando al equipo al ascenso al final de la temporada, gracias en gran medida a los goles de Windridge y de George Hilsdon. Este último fue el primero de muchos delanteros en jugar con el Chelsea, anotando en su debut 5 goles y 27 en la temporada, lo que lo llevó a convertirse en el primer jugador en anotar 100 goles para el club. 
Lewis fue sustituido por David Calderhead, quien entrenó al Chelsea durante los siguientes 26 años. En las primeras temporadas con el equipo produjo poco éxito, quedando entre la First Division y la Second Division. Descendieron en la temporada 1909-10, ascendieron en la temporada 1911-12 y terminaron en el fondo de la tabla en la temporada 1914-15. Esta fue la última temporada oficial en Inglaterra antes del estallido de la Primera Guerra Mundial. El club descendió normalmente, pero después del conflicto bélico en 1919, la First Division se amplió a 22 equipos, por lo que el club fue invitado a permanecer en el máximo circuito.

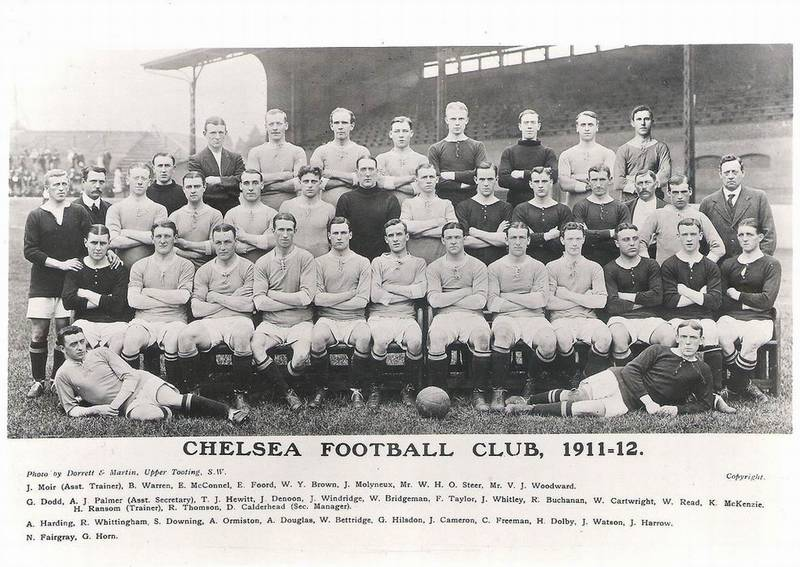
Plantel del Chelsea para la temporada 1911-12.

A pesar de su fortuna a cuadros, el Chelsea era de los equipos con más aficionados alrededor del país, atrayendo aficionados por jugar un fútbol entretenido y por firmar a jugadores estrellas, como el defensa Ben Warren o el delantero Bob Whittingham. 67 000 personas asistieron a un partido de liga contra el Manchester United el Viernes Santo de 1906, un entonces récord para un partido de fútbol en Londres. También asistieron 55 000 a presenciar un partido de liga contra el Woolwich Arsenal, siendo este un récord para un partido de First Division. 77.952 asistieron al empate entre el Chelsea y el Swindon Town en la cuarta ronda de la FA Cup el 13 de abril de 1911. 
En 1915, bajo la sombra de la Primera Guerra Mundial, el Chelsea llegó a su primera final de FA Cup, llamada en ese momento «Khaki Cup Final», debido a la gran cantidad de soldados uniformados en las gradas. La final contra el Sheffield United se jugaba en un ambiente sombrío y por etapas en el estadio de Old Trafford, en Mánchester, para evitar interrupciones en Londres. El Chelsea, menos su goleador estrella Vivian Woodward —quien había insistido que el equipo había llegado deportivamente a la final—, estaba aparentemente desconcertado por la ocasión y fue superado durante gran parte del partido. Un error del guardameta Jim Molyneux le dio la oportunidad al Sheffield United de anotar antes del medio tiempo. Luego, durante la segunda mitad, el equipo solamente pudo resistir hasta los últimos seis minutos del partido, cuando otros dos jugadores del Sheffield United anotaron para llevarse la victoria por 3-0.

## Período de entreguerras
La temporada 1919-20, la primera temporada completa tras la guerra, fue el momento de mayor éxito del club en ese entonces. Liderados por el delantero Jack Cock, quien anotó 24 goles esa temporada, el club terminó 3º en la liga —el más alto lugar alcanzado por un club londinense en aquel tiempo— y llegó a las semifinales de la FA Cup, sólo para perder dolorosamente contra el Aston Villa, viendo como se les escapaba la oportunidad de jugar su primera final en Stamford Bridge. El club descendió de nuevo en la temporada 1923-24 y en cuatro de las cinco temporadas próximas perdieron la oportunidad de ascender nuevamente al máximo circuito, terminando 5º, 3º, 4º y 3º respectivamente. Con jugadores como Willie Ferguson, Tommy Law y Andrew Wilson, el club ascendió finalmente a la First Division de nuevo en la temporada 1929-30, donde permanecerán durante los próximos 32 años.

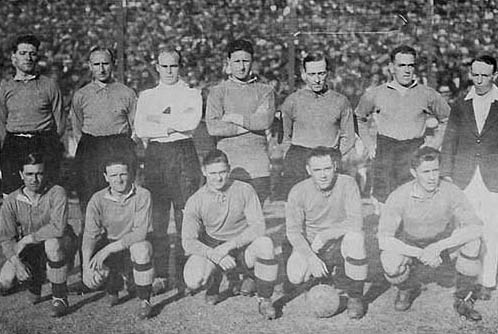
Equipo del Chelsea de 1929.

Para tener una excelente temporada en los años 30, el club gastó £25 000 en la contratación de tres grandes jugadores, Hughie Gallacher, Alex Jackson y Alec Cheyne. Gallacher, en particular, fue uno de los mayores talentos de su época, conocido por su olfato goleador y por haber capitaneado al Newcastle United para obtener el campeonato en la temporada 1926-27. Él, Jackson y Law también habían sido miembros del famoso equipo Wembley Wizards, la Selección de Escocia que derrotó a Inglaterra por 5-1 en Wembley en 1928. 
Aunque el equipo de vez en cuando tenía grandes victorias, como el 6-2 sobre el Manchester United o el 5-0 sobre Sunderland AFC, ninguno del trío contratado tuvo el desempeño deseado. Gallacher fue el máximo goleador del Chelsea en cada una de sus cuatro temporadas, anotando 81 goles en total, pero su tiempo en Londres se llenó de largas suspensiones por indisciplina, incluyendo una suspensión de dos meses por insultar a un árbitro. Jackson y Cheyne lucharon por resolver sus problemas en el club pero no tuvieron ese desempeño que tenían antes. El trío no hizo ni 300 apariciones entre ellos y en 1936 todos habían dejado una importante pérdida económica para el club. Su decepción se incrementó por errores en el Chelsea a lo largo de la década, ya que los jugadores rara vez mostraban ese calibre por el que se les contrató. El dinero se gastaba, pero algunos sentían que se gastaba con mucha frecuencia dinero inadecuado en jugadores, especialmente en la delantera, mientras que la defensa estaba olvidada. 
En 1932 el club realizó importantes victorias sobre el Liverpool FC y el Sheffield Wednesday durante su incursión en la FA Cup, para luego enfrentarse al Newcastle United en las semifinales. Tommy Lang inspiró al United para empezar ganando por 2-0, antes de que Gallacher descontara para el Chelsea. El equipo estuvo cerca de empatar el partido, pero el equipo fue incapaz de hacer un gran avance y el Newcastle logró llegar a la final para hacerse con el trofeo. 
Calderhead renunció en 1933 y fue sustituido por Leslie Knighton, pero el nuevo técnico le dio poca suerte al equipo. En distintos momentos durante la década el club tuvo jugadores como Tommy Law, Sam Weaver, Syd Bishop, Harry Burgess, Dick Spence y Joe Bambrick, todos internacionales establecidos, aunque su más alto lugar en toda la década fue el 8º lugar. Irónicamente, dos de los clubes más populares le vendieron jugadores muy famosos al club, el guardameta Vic Woodley, quien fue 19 veces internacional con Inglaterra y el delantero George Mills, el primer jugador en anotar en la liga 100 goles para el Chelsea. Se evitó el descenso a dos puntos en las temporadas 1932-33 y 1933-34 y a un punto en la temporada 1938-39. Otra prometedora temporada de copa en 1939 incluyó victorias sobre el Arsenal FC y el Sheffield Wednesday, pero terminaron perdiendo contra el Grimsby Town en los cuartos de final. 
El club era muy popular alrededor del país, apoyado por muchos seguidores. La visita del Arsenal el 12 de octubre de 1935 atrajo a 82.905 espectadores a Stamford Bridge, siendo la segunda asistencia con mayor cantidad de espectadores en la historia del fútbol inglés. También asistieron más de 50.000 personas en el debut en casa de Gallacher y Jackson. En 1939, el club no daba mayor éxito y Knighton fue cesado como técnico. Fue sustituido por el escocés y exentrenador del Queens Park Rangers, Billy Birrell, un hombre cuya idea era cambiar radicalmente la suerte del club.

## La guerra, el Dínamo y el nuevo desarrollo de jóvenes (1940-1952)
Birrell fue nombrado entrenador del equipo poco antes del estallido de la Segunda Guerra Mundial. El equipo solamente disputó tres partidos en la temporada 1939-40 antes de que se suspende toda actividad futbolística en el Reino Unido durante la duración del conflicto, lo que significaba que todos los resultados en tiempo de guerra fueron considerados como «no oficiales». El Chelsea compitió en una serie de concursos regionales y, al igual que cualquier otro club, su plantilla se vio gravemente disminuida por el esfuerzo de la guerra —sólo dos miembros del equipo no volvieron a desempeñar partidos con el club—. El club de este modo realizó una serie de nuevas contrataciones, añadiendo jugadores al equipo como Matt Busby, Walter Winterbottom y Eddie Hapgood. También compitieron en la Football League War Cup, en la cual hicieron su debut en Wembley, perdiendo por 3-1 contra el Charlton Athletic en la final de 1944 —final en la que estuvo presente el general estadounidense Dwight D. Eisenhower semanas antes de la Invasión a Normadía—, pero un año más tarde derrotaron al Millwall FC por 2-0 frente a 80.000 espectadores. Después de este último partido, John Harris se convirtió en el primer capitán del Chelsea en levantar un trofeo en Wembley, recibiendo la copa del primer ministro Winston Churchill.
En octubre de 1945, con la guerra que acababa de terminar, las autoridades futbolísticas de Inglaterra buscaron una manera de celebrar el retorno de la paz en tiempo de juego. Como parte de un gesto de buena voluntad, se anunció que el Dinamo Moscú, campeones reinantes de la Unión Soviética, visitará el Reino Unido para jugar contra varios equipos, entre ellos el Chelsea. El partido tuvo lugar el 13 de noviembre en Stamford Bridge, donde los jugadores vistieron un uniforme rojo totalmente desconocido, debido a un choque de colores con el uniforme azul del Dinamo. Antes del inicio del partido, los jugadores del Dinamo presentaron un ramo de flores a su homólogo. El equipo ruso sorprendió a muchos espectadores con su talento y tenacidad, al haber alcanzado dos marcadores adversos de 2-0 y 3-2 para así poder conseguir un empate a 3-3. Se estima que una multitud de más de 100.000 personas asistió al partido, con miles de personas ilegalmente en el estadio. Varios espectadores presenciaron el partido desde distintos lugares en el estadio, incluyendo la pista de atletismo y los techos de las graderías. Esta asistencia es la más alta jamás registrada en Stamford Bridge, aunque es estimada.
Tras la guerra, el Chelsea pasó de nuevo a ser un equipo grande y de nuevo compraron a tres delanteros de renombre, Tommy Lawton, Len Goulden y Tommy Walker, gastando alrededor de £22 000. El trío llenaría las expectativas de muchos —Lawton anotó 26 goles en 34 partidos de liga en la temporada 1946-47 con el Chelsea—, pero el equipo finalizó la temporada en la 15.ª posición y nunca volvieron a quedar por encima de la 13.ª plaza bajo el mandato de Birrell. Después de una disputa con Birrell, Lawton fue vendido al Notts County por £20 000, siendo reemplazado por Roy Bentley, quien llegó del Newcastle United por una cuota de £11.500 en 1948.
El año 1950 vio al Chelsea disputar de nuevo la FA Cup. Después de vencer al Manchester United por 2-0 en un palpitante cuartos de final, se enfrentaron al Arsenal FC en el estadio White Hart Lane. Dos goles de Bentley pusieron adelante al Chelsea, pero un gol del Arsenal justo antes del medio tiempo descontó el marcador —el guardameta del Chelsea calculó mal un tiro de esquina por parte del Arsenal, lo que hizo que se golpeara en su propia meta—. El Chelsea parecía incapaz de recuperarse del golpe y el Arsenal anotó el gol del empate a 15 minutos del tiempo completo, para luego ganar el partido de vuelta por 1-0. 
Un año más tarde, el Chelsea parecía destinado al descenso. Con cuatro partidos restantes, eran nueve puntos por conseguir, estando en el fondo de la tabla y sin una victoria en catorce partidos el objetivo parecía casi imposible. Después de ganar inesperadamente los tres primeros juegos, Chelsea disputó el último partido en donde necesitaban vencer al Bolton Wanderers y esperar el resultado entre el Everton FC y el Sheffield Wednesday, el cual debía terminar con una victoria para el Sheffield. Chelsea ganó por 4-0 y el Sheffield derrotó al Everton por 6-0, asegurando así la permanencia del equipo en el máximo circuito con un promedio de 0.44 de goles por partido. En 1952, se enfrentaron de nuevo Chelsea y el Arsenal en la semifinal de la FA Cup y, después de un empate a 1-1 en el primer partido, el equipo perdió el partido de vuelta por 3-0. Birrell fue despedido poco después.
La mayor contribución de Birrell con el Chelsea fue fuera del campo de juego. En un intento de contrarrestar el costo ascendente de las tasas de transferencia en el fútbol, Birrell supervisó el desarrollo de un programa de apoyo a la juventud, encabezada por los exjugadores Dickie Foss, Dick Spence y Jimmy Thompson, quienes en última instancia vieron al club producir sus propios jugadores. Durante las próximas tres décadas, en particular, la política era producir un flujo aparentemente interminable de gran calidad de talento para el primer equipo, fabricando jugadores como Jimmy Greaves, Bobby Smith, Peter Osgood, Peter Bonetti, Ray Wilkins, Ron Harris, Bobby Tambling, Alan Hudson, Terry Venables y John Hollins.

## Ted Drake: Modernización y el primer título de liga (1952-1961)
En 1952, el ex delantero del Arsenal, Ted Drake, fue nombrado como nuevo entrenador. Una de sus primeras «intervenciones como entrenador» era que agitaba las manos de cada jugador y les deseaba "lo mejor" antes de cada partido. Drake procedió a modernizar el club, tanto dentro como fuera del campo. Una de sus primeras acciones fue eliminar la imagen del Pensionero de Chelsea y cambiar el apodo del club. A partir de ese entonces iban a ser conocidos como los «blues». Esto llevó también a la introducción del «león rampante» en el escudo.
Se mejoró el estilo de entrenamiento, al presentar en los entrenamientos una práctica poco frecuente en Inglaterra en aquel momento; el programa de apoyo a la juventud se amplió y el club abandonó la contratación de estrellas poco fiables para así optar por confiar en los jugadores de la cantera. Así mismo, instó a los aficionados del club a ser más partidistas y estar siempre detrás del equipo.
Los primeros años de Drake produjeron poco éxito, al terminar en la 19.ª posición, a sólo un punto del descenso en su primera temporada y en la 8.ª posición en su segunda temporada. En la temporada 1954-55 el Chelsea consiguió ser más regular que en otros años. El equipo encontró una regularidad que antes no tenía, lo que llevó al club a ganar inesperadamente la First Division con un equipo en su mayoría jóvenes por la falta de jugadores estrellas. La plantilla incluía jugadores como el guardameta Charlie Thomson, jugadores novatos como Derek Saunders y Jim Lewis, centrocampistas como Johnny McNichol, Eric Parsons, Frank Blunstone, defensores como Peter Sillett y el que se convertiría en el entrenador de Inglaterra años después Ron Greenwood, así como jugadores veteranos, como Ken Armstrong, Stan Willemse, John Harris y la única estrella del club en aquel equipo Roy Bentley. 
El Chelsea comenzó la temporada con todo lo que había terminado en la anterior, con cuatro derrotas consecutivas, incluyendo una derrota por 6-5 contra el Manchester United, la cual dejó al equipo en lugar 12º en noviembre de 1954. A partir de ahí el equipo entra en una racha ganadora, perdiendo sólo tres de los próximos 25 juegos y ganando el título con un juego de repuesto después de una victoria por 3-0 contra el Sheffield Wednesday en el Día de San Jorge. La clave del éxito se debió a dos importantes victorias contra el Wolverhampton Wanderers, la primera fue una dramática victoria por 4-3 en Molineux —partido en donde el Chelsea estaba perdiendo 2-3 durante el tiempo añadido— y una victoria por 1-0 en Stamford Bridge en abril, asegurada después de un penalti cobrado por Sillet luego de que el capitán de los «wolves» Billy Wright tocó con la mano un disparo a gol por parte del Chelsea, mandando el balón por encima de la meta.
Los 52 puntos que consiguieron los «blues» esta temporada siguen siendo los puntos más bajos que haya logrado conseguir un equipo campeón en el fútbol inglés desde la Primera Guerra Mundial. En el último partido de la temporada el Chelsea, ahora campeón, recibió una guardia de honor por parte de los jugadores del Manchester United, quienes en ese entonces eran conocidos como los «Busby Babes» de Matt Busby. En esa misma temporada, el club vio conseguir un cuadruplete único, ya que, tanto el equipo de reservas, como el de reservas 'A' y el equipo juvenil, fueron campeones en sus respectivas ligas. 
El Chelsea, con un campeonato en sus manos, tuvo la oportunidad de competir en la recién creada Copa de Campeones de Europa que se organizó en la siguiente temporada. De hecho, su primer rival hubiera sido el campeón sueco Djurgårdens IF. Sin embargo, se les negó su participación por la intervención de la Football League y de la FA, cuyos miembros se oponían a la idea y consideraban que se le debía de dar más prioridad a las competiciones nacionales, por lo que el club tuvo que retirarse. Debido a esto, el equipo jugó un campeonato no oficial del Reino Unido contra el campeón escocés Aberdeen FC, partido que ganaron los «sheeps». Después del partido, el Chelsea presentó una placa con el escudo del club al Aberdeen como una recompensa. 
Chelsea fue incapaz de aprovechar el éxito de su título y terminó en la 16.ª posición en la temporada siguiente. El equipo estaba envejeciendo y tuvieron que recurrir a la cantera. Uno de los puntos brillantes en este período fue el surgimiento del goleador Jimmy Greaves, uno de los mejores frutos de la cantera del Chelsea —anotó 122 goles en cuatro temporadas de liga—. Junto con Greaves, una serie impresionante de otros jóvenes empezaron a surgir, coloquialmente conocidos como los «Drake's Duckings». Uno de los momentos más bajos para el club en este período fue la eliminación del equipo en la tercera ronda de la FA Cup contra un equipo de la Fourth Division, el Crewe Alexandra, en enero de 1961. Cuando Greaves fue vendido al AC Milan en junio de 1961, el club decayó notablemente, ya que sin sus goles el equipo no sacaba los resultados. Poco después Drake sufrió una dolorosa derrota de 4-0 contra el Blackpool FC, con el Chelsea en las posiciones bajas de la tabla. Fue reemplazado por el jugador-entrenador de 33 años, Tommy Docherty.

## Emergencia: Docherty (1962-1967) y Sexton (1967-1974)

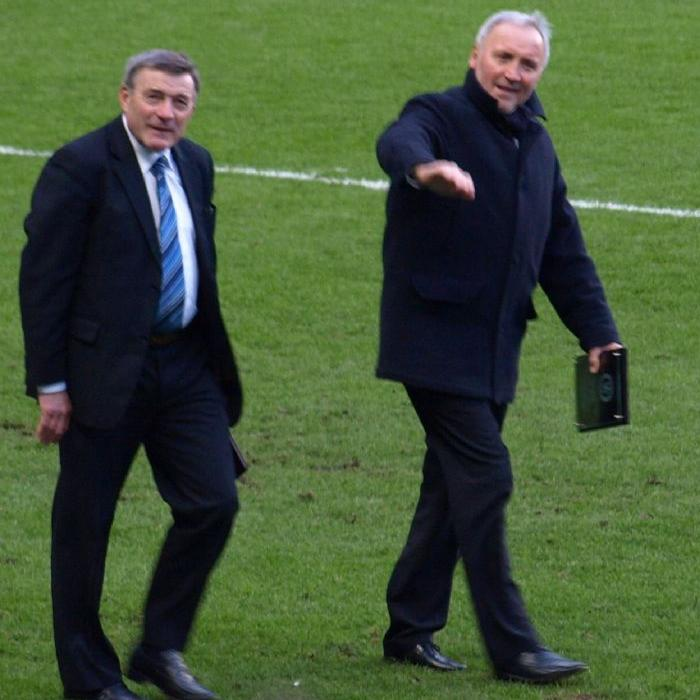
Bobby Tambling y Barry Bridges, figuras del Chelsea en la década de los 60s.

El Swinging London marcó el comienzo de una era que vio al fútbol y a un inimitable estilo emerger en el corazón de Londres. Las superestrellas de la época, incluyendo a Michael Caine, Steve McQueen, Raquel Welch, Terence Stamp y Richard Attenborough —actual presidente vitalicio del club— fueron vistos regularmente en Stamford Bridge cuando el equipo se convirtió en uno de los equipos más glamorosos y de moda en el país. Mientras que el Chelsea presumía carisma y clase durante los años 60, su nombre era muy popular entre la clase alta de Londres, pero al final la arrogancia no coincidía con el club, ya que éste sufría múltiples derrotas, lo que lo llevaba a soportar el desagrado de la clase alta. 
Docherty impuso un régimen de estricta disciplina, vendiendo jugadores veteranos y reemplazandolos por jugadores más jóvenes traídos de la cantera, complementados con otros traídos mediante transferencias. En el momento en que tomó el poder en enero de 1962, el equipo estaba condenado al descenso, por lo que Docherty aprovechó el tiempo para experimentar y planificar para el futuro. El Chelsea descendió y Docherty, en la primera temporada completa como entrenador, llevó al equipo al ascenso como subcampeones de la Second Division en la temporada 1962-63, asegurándose con una crucial y muy reñida victoria por 1-0 sobre el Sunderland AFC —Tommy Harmer anotó el gol con la ingle— y con una aplastante victoria por 7-0 sobre el Portsmouth FC en el último partido de la temporada. 
Chelsea regresó a la First Division con un nuevo y joven equipo que incluía jugadores como el versátil Ron Harris, el guardameta Peter Bonetti, el prolífico goleador del equipo Bobby Tambling —su récord de 202 goles sigue sin superarse—, el centrocampista John Hollins, el defensor Ken Shellito, el delantero Barry Bridges, el extremo Bert Murray y el capitán Terry Venables, todos salidos de la cantera. Sin embargo, Docherty no estaba satisfecho y añadió al equipo a grandes jugadores como el delantero George Graham, el lateral Eddie McCreadie y el elegante defensor Marvin Hinton, para así poder completar una formación Diamante —Docherty se refirió al equipo como sus «pequeños diamantes» en un programa de televisión y el nombre se quedó—.
Chelsea terminó en una impresionante 5ª posición en su primera temporada bajo el mandato de Docherty, lo que lo regresó a las altas posiciones y en la siguiente temporada el equipo estaba en camino a conseguir la liga, la FA Cup y la Football League Cup jugando un fútbol a base de energía y pases rápidos, lo que lo convirtió en uno de los primeros equipos en Inglaterra en usar este sistema de juego. El Chelsea estableció rápidamente un ritmo en sus partidos que lo puso a la par de grandes clubes ingleses como el Manchester United o el Leeds United en la obtención del título de liga. La Football League Cup fue obtenida gracias a una victoria por 3-2 contra el Leicester City, con un memorable esfuerzo de McCreadie, que marcó la diferencia por las dos bandas, y un muy reñido empate a 0-0 en el partido de vuelta. 
Sin embargo, empezaron a aparecer los problemas, cuando Docherty se enfrentó con algunas de las personalidades fuertes en el vestidor, en particular Venables. El equipo fue derrotado por el Manchester United en marzo y perdió por 2-0 en la semifinal de la FA Cup contra el Liverpool, a pesar de ser favoritos. No obstante, el equipo fue superior en la liga con cuatro partidos restantes. Luego, Docherty envió a casa a ocho jugadores —Venables, Graham, Bridges, Hollins, McCreadie, Hinton, Murray y Joe Fascione— por romper un toque de queda antes de un crucial partido contra el Burnley FC. El resto de jugadores que quedaron, junto con una camada de jóvenes traídos de la cantera, fueron derrotados por 6-2 y la oportunidad de seguir peleando por el título colapsó; finalmente el Chelsea terminó 3º en la tabla. 
En la temporada siguiente vinieron retos importantes en la liga, en la FA Cup y en la Copa de Ferias. Jugando un total de 60 partidos en las tres competiciones con un equipo lleno de suplentes, el equipo no pudo soportar tantos partidos. Terminó 5º en la liga, mientras que en la FA Cup los «blues» lograron eliminar al Liverpool FC en el partido de vuelta disputado en Anfield para alcanzar otra semifinal, esta vez contra el Sheffield Wednesday en Villa Park, pero, aun siendo favoritos para llegar a la final, el equipo fue derrotado 2-0 por el club de Yorkshire.
En la Copa de Ferias se enfrentaron al AS Roma —fue un violento encuentro, durante el cual Docherty cayó en una emboscada tendida por los aficionados de la Roma—, al TSV 1860 München y al AC Milan —logrando clasificar mediante un volado—, llegando hasta las semifinales, en donde fueron eliminados por el FC Barcelona. El Barcelona ganó el partido de ida por 2-0 en el Camp Nou; sin embargo, el Chelsea también se impuso por 2-0 en Stamford Bridge, quedando el marcador global en un empate a 2-2, por lo que mediante un volado se decidió que el partido de desempate fuera disputado en el Camp Nou, donde los «blues» fueron derrotados por 5-0. Docherty y su relación con varios jugadores había alcanzado su límite. Tomó la decisión de acabar con un equipo que tenía un promedio de edad de 21 años. Venables, Graham y Murray fueron vendidos la temporada siguiente, mientras que el escocés Charlie Cooke se unió al equipo por £72 000, al igual que Tommy Baldwin, quien llegó de intercambio por Graham. También llegó de la cantera el joven y hábil delantero Peter Osgood.
Chelsea, con Osgood como el corazón del equipo, encabezó la tabla de posiciones en octubre de 1966, siendo el único equipo invicto después de diez partidos de liga. Lamentablemente Osgood se fracturó una pierna en un partido de Football League Cup, lo que desalentó al equipo. Para reemplazar a Osgood, Docherty firmó al delantero Tony Hateley por £100.000, pero el juego aéreo de Hateley no se adecuaba al estilo del Chelsea, por lo que tuvo que adaptarse a él. El club fue a la deriva en la liga y terminó en 9º lugar. El punto culminante de la temporada fue llegar a la final de la FA Cup. En las semifinales de la competencia el equipo se enfrentó al Leeds United —este fue el partido que inició la rivalidad entre los dos clubes—. Los «blues», encabezados por un inspirado Hateley, lograron llegar a la final derrotando al Leeds por 1-0. Sin embargo, en un acalorado e impugnado partido, 2 goles del Leeds fueron anulados, uno por offside y otro por un tiro libre de Peter Lorimer cobrado demasiado rápido.
Chelsea compitió contra el Tottenham Hotspur en la primera final de FA Cup disputada entre equipos londinenses. Esta final fue conocida como la «Cockney Cup Final». Fue la primera final que disputó el Chelsea desde 1915 y la primera final que disputó en el Estadio de Wembley. Ron Harris, de apenas 22 años de edad, era en ese momento el capitán más joven en disputar una final. En un juego donde el Chelsea estuvo desordenado y Tambling jugó muy por debajo de su nivel, el Tottenham se llevó la victoria por 2-1, con goles de dos ex figuras del Chelsea, Terry Venables y Jimmy Greaves. Docherty fue despedido la temporada siguiente después de sólo ganar dos de sus diez primeros juegos de la temporada, incluyendo una dolorosa derrota en casa por 6-2 contra el Southampton FC, en medio de rumores sobre disturbios en el vestidor, sobre el pago de bonos salariales y al mismo tiempo apelar 28 días de expulsión sobre gestiones futbolísticas expuestas por la FA.
Después de que Docherty se fuera, su asistente Ron Suart tomó el cargo temporalmente. En el primer juego de liga al mando de Suart, el Chelsea perdió por 7-0 contra el Leeds United, que equivale a la derrota con mayor cantidad de goles recibidos —en la temporada 1953-54 habían sido derrotados 8-1 por el Wolverhampton Wanderers—. Dave Sexton, exentrenador del Leyton Orient y un personaje mucho más tranquilo y reservado que Docherty, fue nombrado nuevo entrenador. El equipo heredado por Docherty permaneció prácticamente sin cambios, aunque Sexton añadió a jugadores importantes como a John Dempsey y David Webb, así como las contrataciones del delantero Ian Hutchinson y del hábil centrocampista Alan Hudson, aunque también trajo de la cantera al hábil extremo Peter Houseman. Sexton, demostrando ser un buen entrenador, llevó al Chelsea a terminar 2º en la liga, así como a una breve incursión en la Copa de Ferias, donde fueron eliminados por el DWS Ámsterdam en un volado.
En la temporada 1969-70, Osgood y Hutchinson anotaron 53 goles entre los dos, ayudando a que el Chelsea finaliza 3º en la liga y a que alcanzara otra final de FA Cup en la misma temporada. Esta vez su rival fue el Leeds United, reinante campeón de liga y uno de los equipos dominantes en aquella época. El Chelsea jugó el primer partido de aquella final en el Estadio de Wembley, donde el equipo apenas pudo remontar el marcador adverso a 2-0 y logró sacar el empate a 2-2 en un terreno lodoso —a cuatro minutos del tiempo completo—, gracias a un gran esfuerzo de Hutchinson. El partido de desempate se disputó en Old Trafford 15 días después y es conocido por las tácticas empleadas sin concesiones por ambas partes, al haber expuesto habilidad y talento individual. Chelsea remontó nuevamente el marcador, después de que Osgood se lanzó hacia el balón para lograr cabecear luego de un pase cruzado por parte de Cooke, finalizando el partido en un empate a 1-1. El partido se prolongó a tiempo extra, donde el Chelsea se puso adelante en el marcador por primera vez en toda la serie, cuando Webb logró cabecear el balón después de un saque de banda cobrado por Hutchinson para así poder sellar la victoria por 2-1.
Ganar la FA Cup hizo que el Chelsea calificara a su primera Recopa de Europa. Victorias ante el Aris Salónica y ante el CSKA Sofia lo llevó a los cuartos de final, donde lograron derrotar al Club Brujas en una dramática remontada. Teniendo una desventaja de 2-0 después del partido de ida, Osgood sacó la casta por el equipo y logró empatar el marcador global a sólo 9 minutos de tiempo completo en el partido de vuelta. Al final los «blues» se impusieron por 4-0 en el tiempo extra. En semifinales se enfrentaron al Manchester City, a quienes eliminaron de la competición, llegando a la final contra el Real Madrid. En el primer partido ambos equipos empataron a 1-1, pero un raro gol de Dempsey y un disparo por parte de Osgood en el partido de desempate —jugado sólo dos días después— fueron suficientes para sellar la victoria del Chelsea por 2-1 y el honor de haber ganado su primera competición europea. Un año después, el sencillo "Blue is the Colour", en el cual participaron todos los jugadores del equipo, alcanzó el puesto #5 en el UK Singles Chart. La canción sería una de las más famosas en el fútbol inglés y estando siempre asociada con el equipo de aquella época.

## Declive (1972-1983)
La obtención de la Recopa de Europa resultó ser el último de los éxitos del Chelsea en la última década, sumándole una serie de problemas que pusieron de rodillas al club. Desde principios de los años 70, la disciplina del equipo comenzó a regenerarse. Los problemas de Sexton aumentaron cuando discutió con jugadores claves del equipo, particularmente Osgood, Baldwin y Hudson, sobre su actitud y estilo de vida. A medida que el espíritu del equipo disminuye, también lo hacían los resultados. Chelsea estableció dos récords durante su participación en la temporada 1971-72 de la Recopa de Europa. Derrotó por 21-0 en el marcador global al Jeunesse Hautcharage de Luxemburgo, siendo esta la mayor goleada en la historia de las competiciones europeas. El resultado incluyó una goleada 13-0 en casa sobre el Jeunesse, la cual es la goleada con mayor cantidad de goles en la historia del club. Sin embargo, el equipo fue eliminado de la competencia por el poco conocido Åtvidabergs FF de Suecia bajo la regla del gol de visitante.
En la misma temporada, el equipo fue eliminado de la FA Cup por el Leyton Orient a pesar de haber empezado ganando por 2-0 y fue derrotado en la final de la Football League Cup contra el Stoke City. El equipo terminó en la 12.ª posición en la temporada 1972-73 y en la 17.ª posición la siguiente temporada. El problema de Sexton con Osgood y Hudson alcanzó su límite después de una derrota por 2-4 en casa contra el West Ham United en el Boxing Day de 1973 luego de haber empezado ganando el partido por 2-0 antes del medio tiempo; el par de jugadores fue vendido unos meses más tarde. El mismo Sexton fue despedido en la temporada 1974-75 después de un mal comienzo para darle el puesto a su asistente Ron Suart, quien fue incapaz de detener el declive del club y descendieron en 1975.
La construcción de la Gradería Este —la cual aún conserva su lugar en el estadio— como parte de un plan para crear un estadio de 60.000 asientos se añadió a los males del club. El proyecto fue descrito como «el más ambicioso jamás emprendido en el Reino Unido». Coincidió con la crisis del petróleo y fue azotado por los retrasos, huelgas de los constructores y la escasez de materiales, lo que hizo que el costo de la construcción se saliera de control, elevando la deuda del club, la cual ascendió hasta £4 millones en 1977. Como resultado de ello, entre agosto de 1974 y junio de 1978 el club no pudo contratar a un solo jugador. El declive del equipo fue acompañado por una disminución de asistencias al estadio por problemas con la fanaticada del equipo, quienes se salían de control, causando daños al estadio —el límite entre la pasión y el hooliganismo se estrechaba peligrosamente en esos días—. Los fines de los años 70 y el comienzo de los años 80 fueron la edad de oro de las fanaticadas del fútbol inglés; el Chelsea poseía su propia fanaticada, los Chelsea Headhunters, quienes fueron particularmente conocidos por su violencia, por su relación con grupos políticos extremistas y por arruinar al club a lo largo de los siguientes años.
A mediados de la década de los años 70, los aficionados del Chelsea "estuvieron involucrados en varios incidentes de violencia, vandalismo y caos general". Durante la visita del Chelsea al Luton Town, los simpatizantes invadieron el terreno de juego, rompieron escaparates en su regreso a la estación de tren de Luton e incendiaron los trenes chárter, resultando en 100 arrestos. Durante el partido frente al Charlton Athletic en The Valley en 1977, varios aficionados prendieron fuego en las graderías. Ambos encuentros ante el Millwall FC en la temporada 1976-77 —otro club con un gran número de hooligans entre sus seguidores— fueron marcados por la violencia entre el público. Esto obligó a que el ministro de Deportes Denis Howell vetara a los aficionados del Chelsea para partidos de visitante en abril de 1977 —un veto similar fue impuesto a los aficionados del Manchester United—, aunque miles de aficionados desafiaron el veto acudiendo al siguiente encuentro frente el Wolverhampton Wanderers.

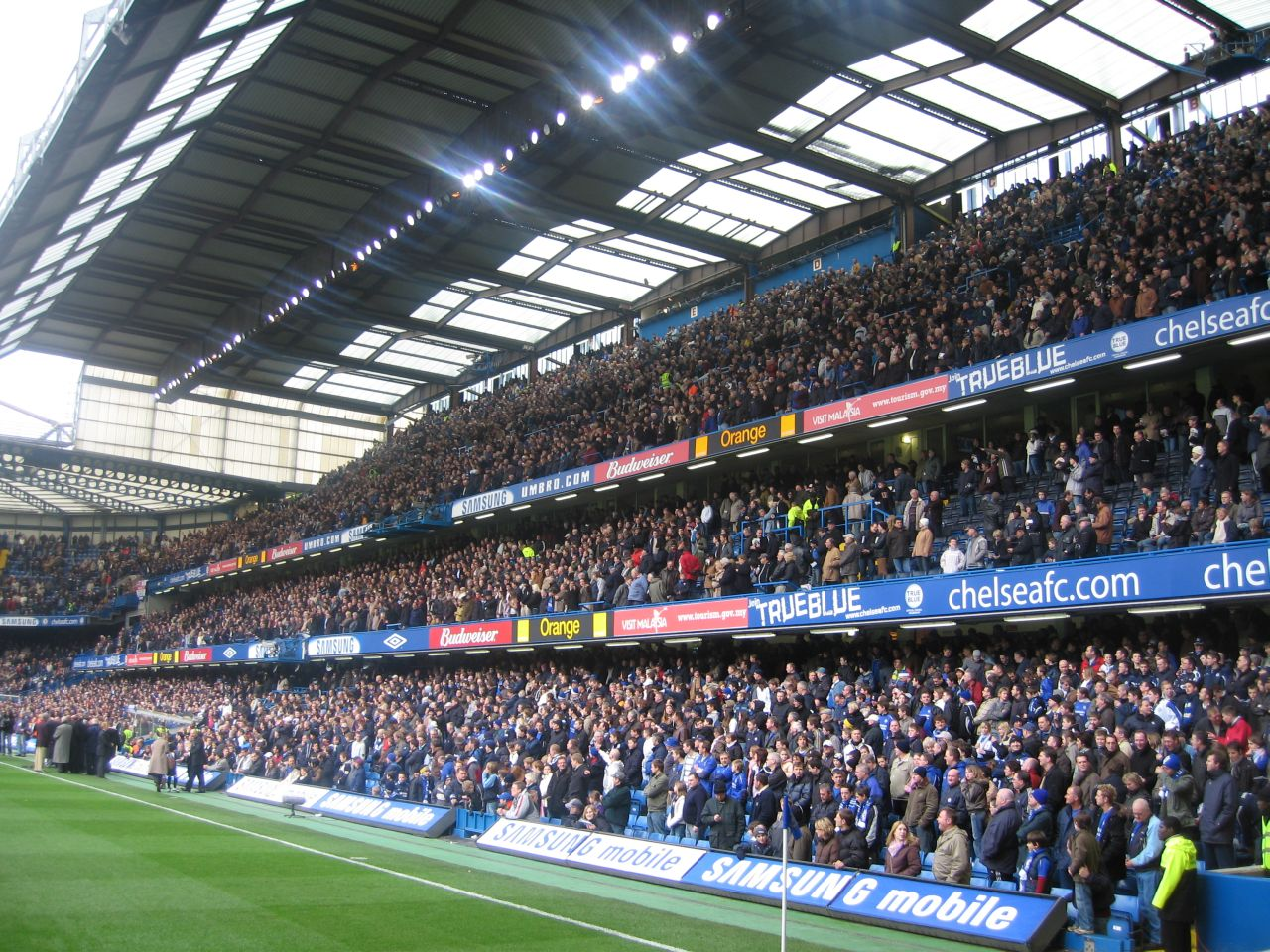
La construcción de la Gradería Este causó muchos de los problemas financieros del club durante los años 70 y 80.

El exjugador del Chelsea, Eddie McCreadie, se convirtió en entrenador del equipo poco antes del descenso en 1975 y, después de un año de consolidación en la temporada 1975-76, llevó al equipo al ascenso en la temporada 1976-77 con un equipo compuesto por jugadores jóvenes, de los cuales destacaban Ray Wilkins y Steve Finnieston, acompañados por veteranos como Cooke, Harris y Bonetti. McCreadie tuvo una disputa contractual con el presidente del club Brian Mears y otro exjugador del Chelsea fue nombrado entrenador, esta vez fue Ken Shellito. 
Shellito mantuvo al Chelsea en la First Division en la temporada 1977-78, aunque el punto culminante de la temporada fue una victoria por 4-2 sobre el Liverpool FC, campeones de la FA Cup. Shellito renunció a mitad de camino de la siguiente temporada después de haber ganado sólo tres partidos de liga en Navidad. Incluso el breve regreso de Osgood cambió muy poco la suerte del club. El sucesor de Shellito fue el excapitán y campeón de un doblete con el Tottenham Hotspur, Danny Blanchflower, quien fue incapaz de frenar la caída del club y descendieron de nuevo con sólo 5 victorias y 27 derrotas, convirtiéndose en una de las épocas más oscuras del Chelsea.
Wilkins, una de las pocas estrellas que le quedaban al club, fue vendido al Manchester United y el héroe de Inglaterra en la final de la Copa Mundial de Fútbol de 1966, Geoff Hurst, se convirtió en el nuevo entrenador en septiembre de 1979 con Bobby Gould como su asistente. Su llegada pronto dio resultados y por un tiempo el Chelsea encabezó la tabla de posiciones de la Second Division, pero terminó en la 4ª posición por diferencia de goles, por lo que el Chelsea perdió la oportunidad de ascender nuevamente. En la siguiente temporada el equipo luchó para anotar goles, pasando por un período de nueve partidos sin ganar, ganando sólo tres partidos de veinte y finalizando en la 4ª posición de la temporada 1980-81. Hurst fue despedido.
En 1981, Brian Mears dimitió como presidente, poniendo fin a una relación de 76 años entre el club y la familia Mears. Uno de los últimos actos de Mears fue nombrar al exentrenador del Wrexham FC, John Neal, como entrenador. Un año más tarde, por la enorme deuda, el club no pudo pagar el salario a los jugadores, por lo que el empresario y por una sola vez presidente del Oldham Athletic, Ken Bates, compró al club por la increíble suma de £1, aunque por razones que siguen siendo controvertidas no compró el SB Properties, la empresa que era dueña de la plena propiedad de Stamford Bridge. En este punto, el Chelsea estaba en un estado financiero calamitoso, perdiendo £12.000 por semana. Bates describiría más tarde de lo que se hizo cargo como "un club social con un poco de fútbol jugado en un sábado."

"Había parásitos en las áreas equivocadas, por todo el club. Yo escribí todo y empecé de nuevo. Chelsea solía tener un bolero para limpiar las botas. Los aprendices se quedaban mirándolo limpiando y puliendo. Se fue. Los directores tenían su propio chofer de la unidad para ser trasladados a cualquier parte de la ciudad. Se fue. Incluso la lotería perdió dinero. ¿Cómo? Sólo había dos arpías vendiendo billetes. Se fueron."
Ken Bates.

La temporada 1981-82 fue otra temporada para olvidar ya que el Chelsea finalizó en la 12.ª posición nuevamente. Los «blues» disputaron su mejor FA Cup en años al haber eliminado en la quinta ronda de la competencia a los campeones europeos de aquella época, el Liverpool FC. El equipo fue superior a sus ilustres ponentes y lograron imponerse por 2-0. En los cuartos de final se enfrentaron a sus antiguos rivales, el Tottenham Hotspur quienes, en un partido vibrante, los derrotaron por 3-2, a pesar de haber tomado la delantera a través de Mike Fillery. La temporada 1982-83 resultó ser la peor en la historia del Chelsea. Tras un brillante comienzo el equipo cayó drásticamente, pasando por un período de nueve partidos sin ganar, quedando a 2 puntos de descender a la Third Division, la cual, junto con los problemas financieros del club, hubiera sido un golpe mortal. En el penúltimo partido de la temporada derrotaron al Bolton Wanderers con un golazo desde una distancia de 23 metros hecho por Clive Walker en el último minuto para así sellar la victoria por 1-0. Un empate en casa ante Middlesbrough FC en la última jornada le garantiza al club su supervivencia en el circuito.

## Disputa por el estadio
Como se señaló anteriormente, cuando Bates compró al Chelsea en 1982 sólo compró al club y no a SB Properties, empresa que era dueña de la plena propiedad del Stamford Bridge; el club y el estadio se habían separado en una reestructuración financiera durante la década de los 70. Bates inicialmente estuvo de acuerdo con un arrendamiento de 7 años que mantendría al Chelsea en Stamford Bridge mientras se decidía su futuro.
Según Bates, él y David Mears, el accionista mayoritario de SB Properties, se dieron la mano en un acuerdo que vería al Chelsea adquirir la participación de Mears en SB Properties por $450 000. Sin embargo, Bates descubrió más tarde que Mears estaba en conversaciones con el propietario del Crystal Palace, Ron Noades, con el fin de mover al Chelsea de Stamford Bridge y trasladarlo al Selhurst Park para compartir el estadio con el Crystal Palace. Posteriormente, Mears y Lord Chelsea vendieron sus acciones de SB Properties a los promotores inmobiliarios Marler Estates, entregando una participación a Marler del 70%.
Durante la próxima década, Bates libró una guerra contra Marler por la adquisición de una participación minoritaria en SB Properties, iniciando una serie de demandas judiciales y maniobras dilatorias destinadas a llevarlos hacia abajo. También puso en marcha la campaña llamada «Save the Bridge» con el fin de obtener los £15 millones necesarios para obtener la plena propiedad de Marler. Marler, a su vez, presentó varios planes que veían al Chelsea fuera de Stamford Bridge. David Bulstrode, presidente de Marler, propuso una fusión entre el Fulham FC y el Queens Park Rangers con el Chelsea y, a continuación, su traslado al estadio del Queens Park Rangers, el Loftus Road. En marzo de 1986, los planes de Marler para remodelar Stamford Bridge sin el Chelsea fueron aprobados por el Consejo de Hammersmith y Fulham, aunque el consejo cambió de idea cuando el Partido Laborista tomó el control del mismo en mayo del mismo año. En diciembre de 1987, en un «momento de decisión trascendental», los planes del propio Bates para transformar a Stamford Bridge en un estadio de fútbol moderno fueron aprobados por el Comité de Planificación del Consejo.
Sin embargo, se le notificó al Chelsea su salida de Stamford Bridge, luego de que el contrato de arrendamiento haya expirado en 1989. No obstante, Cabra Estates, la cual adquirió a Marler en 1989, se fue a la quiebra durante la caída del mercado inmobiliario en 1992. Esto permitió a Bates llegar a un acuerdo con sus acreedores, el Royal Bank of Scotland, para así poder reunir la plena propiedad con el club. Esto llevó a la creación de la organización Chelsea Pitch Owners, una organización sin ánimo de lucro que en 1997 adquirió la plena propiedad del estadio, los derechos del nombre del club y el terreno para asegurar que ningún promotor inmobiliario tratara de adquirir el Stamford Bridge otra vez. Después de esto, se comenzó a renovar todo el estadio, en particular la Gradería Este, añadiendo butacas individuales y acercándose más al terreno de juego, así como añadir un techo a cada una de las cuatro graderías del estadio. El trabajo se finalizó al término del milenio.

## Un nuevo comienzo (1983-1989)
El verano de 1983 marcó un giro en la historia del Chelsea. El entrenador John Neal hizo una serie de fichajes que iban a ser cruciales para cambiar la suerte del club. Llegaron jugadores como el delantero Kerry Dixon del Reading FC, el hábil extremo Pat Nevin del Clyde FC, el centrocampista Nigel Spackman del AFC Bournemouth y el guardameta Eddie Niedzwiecki del Wrexham FC, además del regreso de John Hollins como jugador-entrenador, todo por un total de £500 000. Dixon entabló una alianza con el delantero David Speedie, quienes también se conectaron bien con Nevin, siendo ésta una combinación que produjo casi 200 goles en 3 años.
La nueva imagen de los «blues» comenzó la temporada 1983-84 con una victoria por 5-0 sobre el Derby County en el primer día de la temporada; otras actuaciones sobresalientes incluyen una victoria por 5-3 sobre el Fulham FC y una victoria por 4-0 sobre el Newcastle United de Kevin Keegan. Después de estar en forma en Navidad, Neal contrató al centrocampista Mickey Thomas y el Chelsea no perdió ningún otro juego de la temporada. Dixon anotó 36 goles en todas las competiciones —una cifra superada sólo por Bobby Tambling, Jimmy Greaves y Didier Drogba— y el ascenso fue sellado con una victoria por 5-0 sobre sus antiguos adversarios, el Leeds United. El equipo se coronó campeón de la Second Division en la última jornada con una victoria sobre el Grimsby Town, con 10.000 aficionados del Chelsea que hicieron el viaje hasta Lincolnshire.
En su regreso a la First Division, el Chelsea finalizó 6º en la liga, lo que le dio la oportunidad de disputar la Copa de la UEFA. Sin embargo, después de la Tragedia de Heysel, los equipos ingleses fueron expulsados por la UEFA. También estaban en camino a alcanzar su tercera final de Football League Cup, enfrentándose al Sunderland AFC —quienes eran candidatos al descenso— en las semifinales. Sin embargo, el ex extremo del Chelsea, Clive Walker, inspiró a su equipo a ganar por 3-2 en Stamford Bridge, para así sellar una victoria por 5-2 en el partido de vuelta, el cual fue seguido de un motín; el juego continuó con la policía montada y con aficionados en el terreno de juego. Más tarde, la violencia se extendió a las calles. Neal se retiró al final de la temporada debido a su mala salud y fue reemplazado por Hollins.
Hollins, en su primera temporada con el Chelsea, estuvo cerca del título, encabezando la tabla en febrero, pero lesiones a largo plazo de Dixon y Niedzwiecki, junto con una mala racha de resultados, especialmente durante el período de pascua, cuando concedieron 10 goles en 2 partidos, pusieron fin a sus posibilidades para el título. Una victoria 2-1 sobre el Manchester United en Old Trafford y otra sobre el West Ham United pusieron al Chelsea a solo tres puntos detrás del Liverpool FC, quienes eran los líderes con cinco juegos restantes. Sin embargo, un solo punto conseguido en los partidos restantes les negó la oportunidad de consagrarse con el título, terminando de nuevo en el 6º lugar por segunda temporada consecutiva. En esa misma temporada, consiguieron la recién creada Full Members Cup con una victoria 5-4 sobre el Manchester City en Wembley, gracias a un hat trick de Speedie que puso el 5-1 inicial. 
A raíz de este nuevo comienzo, el equipo se hundió de nuevo, finalizando 14º en la siguiente temporada. El espíritu del equipo comenzó a desintegrarse después de que Hollins cayó en discusiones con varios jugadores clave, en particular Speedie y Spackman, quienes fueron posteriormente vendidos. Hollins fue despedido en marzo de la temporada siguiente, dejando al equipo hundido en problemas de descenso. Bobby Campbell se hizo cargo del equipo, pero no pudo evitar el descenso del Chelsea después de una derrota ante el Middlesbrough FC, un partido que fue de nuevo seguido por problemas con la fanaticada y por un intento de invasión del campo, lo que dictamina un cierre temporal de Stamford Bridge. Sin embargo, el club se recuperó rápidamente y con energía, a pesar de no haber ganado ninguno de sus seis primeros partidos, ascendiendo como campeones de la Second Division con 99 puntos, 17 puntos más que su escolta, el Manchester City.

## Años 1990: De nuevo en marcha
Chelsea tuvo un impresionante regreso a la First Division en la temporada 1989-90. Campbell, guiado por una unidad entre la mayoría de los jugadores, llevó al equipo a terminar en un meritorio 5º lugar en la tabla. Pese a la prohibición de las autoridades del fútbol europeo de dejar a varios clubes ingleses participar en competiciones europeas, el Chelsea perdió un lugar en la Copa de la UEFA, ya que la única plaza para un equipo inglés era para el Aston Villa, quien salió subcampeón en la liga. En la misma temporada, el Chelsea consiguió su segunda Full Members Cup con éxito, con una victoria 1-0 sobre Middlesbrough en la final en Wembley. A pesar de haber contratado jugadores de primer nivel por millones de libras, como Dennis Wise o Andy Townsend, la siguiente temporada fue decepcionante, finalizando en el 11º lugar de la First Division y siendo eliminados de ambas competiciones de copa por rivales de divisiones inferiores.

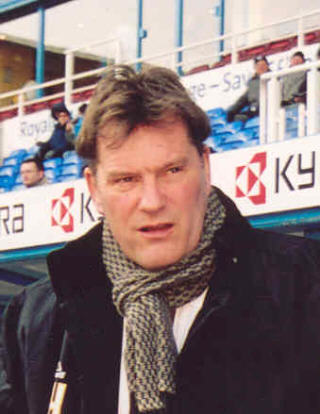
Glenn Hoddle.

Campbell fue promovido a Gerente General al final de la temporada; fue destituido como entrenador por Ian Porterfield, quien ayudó a llevar al Chelsea a una posición lo suficientemente elevada en la temporada 1991-92 para calificar a la recién creada Premier League. Poco después fue sustituido por el héroe en la final de la FA Cup de 1970 David Webb, quien guio al equipo a no descender y a terminar en el 11º lugar de la liga. Webb fue sustituido al final de la temporada por el ex centrocampista de Inglaterra de 35 años de edad Glenn Hoddle, quien llegó de ganar el ascenso a la Premier League como jugador-entrenador del Swindon Town.
Hoddle, en su primera temporada como entrenador del Chelsea, estuvo a un paso de descender nuevamente, pero con el fichaje de £1,5 millones del goleador Mark Stein y con ayuda de sus goles mantienen su permanencia en el máximo circuito. En la misma temporada el Chelsea llegó a la final de la FA Cup, donde se enfrentaron a los actuales campeones de la Premier League, el Manchester United, un equipo al que el Chelsea había derrotado 1-0 durante los primeros partidos de liga. Después de empatar a 0-0 al medio tiempo, el árbitro David Elleray concede 2 penales al Manchester United en un intervalo de 5 minutos, ambos de los cuales fueron anotados. Con la necesidad de irse al ataque, el Chelsea cometió errores fatales en la defensa, lo que le da la oportunidad al Manchester de anotar 2 goles más, imponiéndose por 4-0. Esto fue suficiente para que el Chelsea tuviera la oportunidad de participar en la Recopa de Europa, mientras que el Manchester United clasificó a la Liga de Campeones de la UEFA. El equipo llegó hasta las semifinales de la competencia, donde fueron derrotados 3-2 en el marcador global por el Real Zaragoza, quienes serían los campeones.
Con el futuro del Chelsea en Stamford Bridge, Bates y el millonario director Matthew Harding fueron ganando mucho dinero, el cual fue gastado en nuevos jugadores. En el verano de 1995, el Chelsea contrató a dos famosos jugadores, el neerlandés Ruud Gullit —quien llegó del UC Sampdoria— y el galés Mark Hughes —quien llegó por £1,5 millones—, ambos de los cuales desempeñaron un papel importante en el futuro del club. Hoddle también firmó al rumano Dan Petrescu por £2,3 millones. Hoddle llevó al Chelsea a otro 11º en la temporada 1995-96 y a otra semifinal de FA Cup, para luego renunciar al cargo y convertirse en el entrenador de la Selección de fútbol de Inglaterra.

## Renacimiento: Gullit, Vialli y Zola (1996-2000)

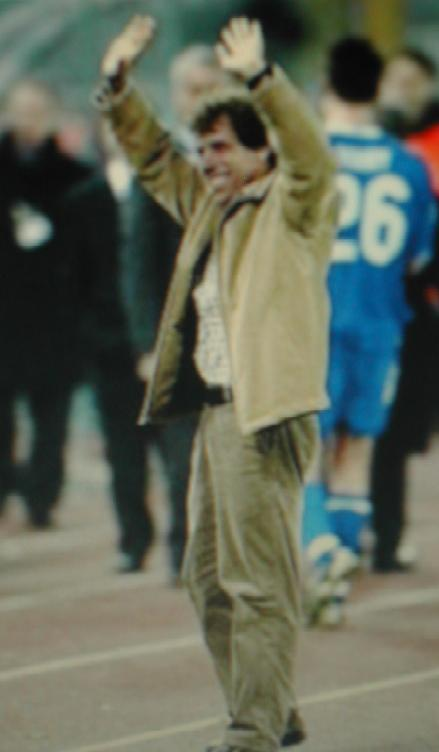
Gianfranco Zola causó una revolución en el equipo después de su arribo en 1996.

Ruud Gullit fue nombrado jugador-entrenador en la temporada 1996-97 y añadió a varios jugadores de primer nivel al equipo, entre los que estaban el delantero Gianluca Vialli —quien salió campeón de la Liga de Campeones con la Juventus de Turín—, el defensor francés Frank Leboeuf y los italianos internacionales Gianfranco Zola —cuya habilidad lo haría el jugador favorito de la afición y lo convertiría en uno de los mejores jugadores del Chelsea— y Roberto Di Matteo —quien llegó al equipo por £4,9 millones—. Se les unió posteriormente el prolífico centrocampista uruguayo Gustavo Poyet y el «super-sub» noruego Tore André Flo. Con estos jugadores, Gullit hizo del Chelsea un equipo que jugaba un fútbol puro, atractivo y entretenido, lo que les dio la fama de jugar un «fútbol sexy», aunque la inconsistencia del club contra equipos supuestamente inferiores se mantuvo.
Gullit, en su primera temporada, logró llevar al Chelsea a la más alta posición que haya alcanzado el equipo desde 1990 (6º) y logró darle al club su segunda FA Cup, poniendo fin a una mala racha de 26 años de no ganar ninguna competición de copa. El partido más memorable de la competencia fue en la cuarta ronda frente al Liverpool FC donde el equipo, inspirado por Hughes, remontó un marcador adverso de 2-0 al medio tiempo para terminar ganando el partido por 4-2. La victoria por 2-0 sobre el Middlesbrough en la final disputada en Wembley tuvo un comienzo frenético, Di Matteo anotó a los 43 segundos de haber iniciado el partido; un gol de Eddie Newton selló la victoria. La obtención de la FA Cup fue un final feliz a una temporada que parecía ser dominada por la tristeza tras la muerte en octubre del popular director y benefactor financiero del club Matthew Harding en un accidente de helicóptero después de presenciar un partido de Football League Cup entre el Chelsea y el Bolton Wanderers.
Gullit fue despedido repentinamente en febrero de 1998, aparentemente por una disputa contractual, dejando al equipo en la 2ª posición de la Premier League y en las semifinales de dos competiciones de copa. Otro jugador-entrenador fue nombrado, esta vez fue Vialli. Vialli comenzó su carrera ganando dos trofeos en dos meses. La Football League Cup se consiguió con otra victoria por 2-0 sobre el Middlesbrough en Wembley —con Di Matteo de nuevo en el marcador—. Chelsea llegó a la final de la Recopa de Europa tras una dramática semifinal ante el Vicenza de Italia. Después de haber perdido el partido de ida por 1-0 y después de haber concedido un gol en el partido de vuelta, el Chelsea se recuperó para ganar el partido por 3-1 y así pasar a la final, con Hughes como el héroe de nuevo. El Chelsea ganó su segunda Recopa de Europa con una victoria por 1-0 sobre el VfB Stuttgart de Alemania en el Estadio Råsunda de Estocolmo, con un gol de Zola a los 17 segundos de haber ingresado al partido. Después de eso, Vialli llevó al club a ganar su primera Supercopa de Europa con una victoria por 1-0 sobre el Real Madrid en el Estadio Luis II de Mónaco.
Durante la temporada 1998-99 de la Premier League, Chelsea tenía la oportunidad de ganar un título de liga desde hace años. A pesar de haber sido derrotado por el Coventry City en los primeros partidos, no fueron vencidos durante toda la temporada hasta enero de 1999, encabezando la tabla de posiciones en Navidad. Finalmente sus posibilidades de obtener el título de liga desaparecieron después de una derrota en casa ante el West Ham United y empates consecutivos ante el Middlesbrough FC, ante el Leicester City y ante el Sheffield Wednesday en abril, finalizando 3º en la tabla, con 4 puntos detrás del campeón Manchester United. Una temporada que prometía mucho terminó sin ningún título para el Chelsea. En la defensa de la Recopa de Europa, el equipo logró llegar hasta las semifinales, donde fueron eliminados por el RCD Mallorca de España, mientras que fueron eliminados de ambas competiciones de copa en cuartos de final. El tercer lugar en la Premier League fue lo suficientemente alto para calificar a su primera Liga de Campeones de la UEFA.
44 años después de que se les haya negado su participación en su primera Copa de Campeones de Europa, Chelsea hace su debut en la competición en agosto de 1999, haciendo impresionantes actuaciones que lo llevan hasta cuartos de final contra el FC Barcelona. Entre esas grandes actuaciones se incluyen empates en San Siro y en el Olímpico di Roma ante el AC Milan y ante la SS Lazio respectivamente, así como una victoria por 5-0 sobre el Galatasaray SK turco en el Estadio Ali Sami Yen. Durante el partido de ida de los cuartos de final contra el Barcelona en Stamford Bridge, el Chelsea tomó la delantera por 3-0, sólo para conceder un gol a Luís Figo. En el partido de vuelta en el Camp Nou, el Barcelona estaba arriba en el marcador por 2-1. Chelsea estaba a sólo 7 minutos de pasar a las semifinales, pero concedieron un tercer gol y finalmente fueron derrotados por 5-1, perdiendo 6-4 en el marcador global.
El Chelsea tenía en esos años una plantilla que incluía jugadores internacionales como a Zola, Di Matteo, Poyet, el guardameta neerlandés Ed de Goey y el trío francés ganador de la Copa Mundial de fútbol de 1998, Frank Leboeuf, Marcel Desailly y Didier Deschamps. Bajo la dirección de Vialli, el Chelsea se convirtió en el primer club inglés en presentar en el campo de juego una alineación totalmente extranjera, destacando la creciente internacionalización del juego. La temporada 1999-00 vio el regreso de la inconsistencia del equipo en la liga, ya que luchaba para ganar en la Premier League, terminando en una decepcionante 5ª posición. Vialli logró llevar el equipo a ganar su segunda FA Cup en cuatro años —esta vez derrotaron al Aston Villa en la final y con Di Matteo contribuyendo de nuevo en el marcador, el cual acabó 1-0— en la última final disputada en el Estadio de Wembley antes de su remodelación. La Charity Shield se logró conseguir en agosto con una victoria por 2-0 sobre el Manchester United, para que Vialli se convirtiera en el segundo entrenador más ganador del club.

## La era Ranieri (2000-2004) y Abramóvich compra al club

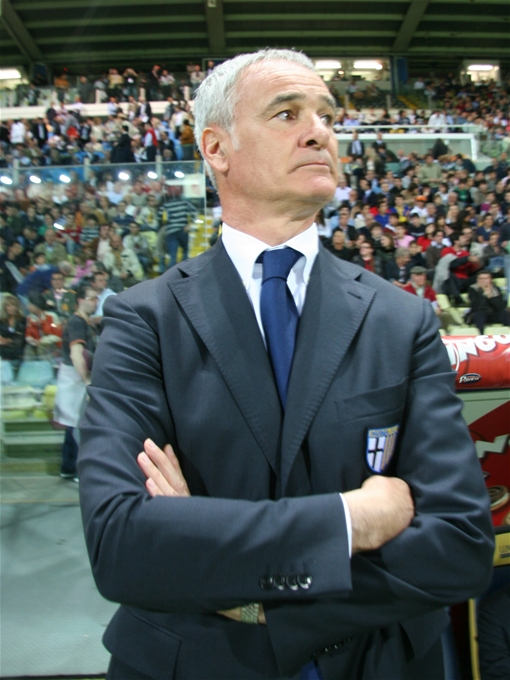
Claudio Ranieri.

Vialli gastó casi £26 millones en nuevos jugadores durante el verano, entre los que se incluían el delantero neerlandés Jimmy Floyd Hasselbaink y el talentoso islandés Eiður Guðjohnsen, pero fue despedido en septiembre de 2000 después de ganar sólo uno de los cinco partidos de apertura y, una vez más, entre rumores sobre una mala relación entre el entrenador y jugadores importantes. Fue sustituido por otro italiano, Claudio Ranieri quien, a pesar de sus problemas iniciales con el idioma inglés, guio al equipo a finalizar en el 6º lugar en su primera temporada bajo su mandato. Ranieri gradualmente reconstruyó al equipo, reduciendo la plantilla al vender jugadores de mayor edad, incluyendo a Wise y a Poyet, y sustituyendolos por otros más jóvenes, como John Terry, William Gallas, Frank Lampard y Jesper Grønkjær.
La segunda temporada de Ranieri vio algunos progresos, principalmente en las competiciones de copa, ya que el Chelsea logró llegar hasta las semifinales de la Football League Cup —donde fue eliminado por el Tottenham Hotspur— y hasta la final de otra FA Cup, aunque sería derrotado por el Arsenal FC. En la liga el equipo mejoró un poco; sin embargo, el Chelsea volvió a quedar en el 6º lugar de la tabla. Con rumores circulando de que el Chelsea estaba en otra crisis financiera, Ranieri no pudo contratar más jugadores. Como resultado, las expectativas de los «blues» en la temporada 2002-03 fueron más limitadas. Sin embargo, en un hecho trascendental y, tal vez en uno de los partidos más importantes del club en esa temporada, el Chelsea venció al Liverpool FC por 2-1 en el último partido de liga para así finalizar la temporada en el 4º lugar y poder clasificar a la fase previa de la Liga de Campeones, por delante de los de Merseyside.

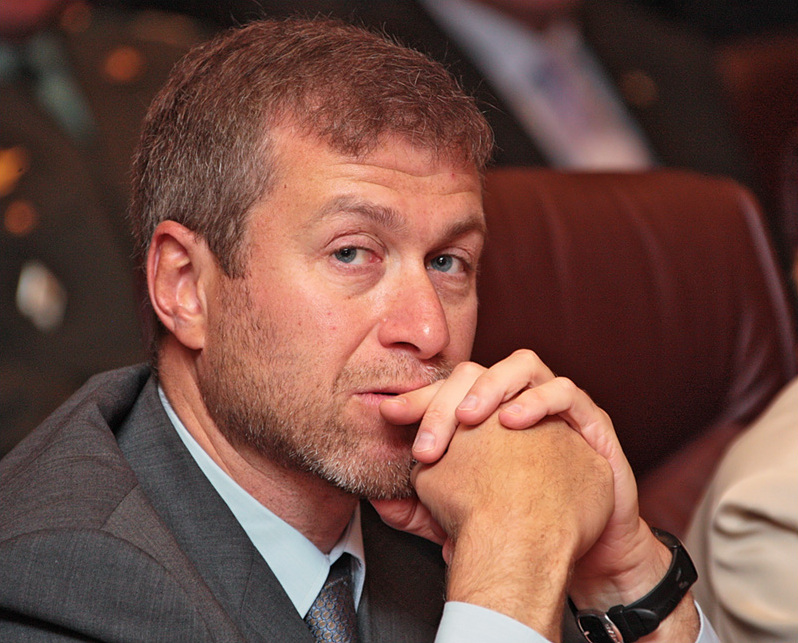
Román Abramóvich, dueño del club del 2003 hasta el 2022.

Con el club afrontando una aparente crisis financiera, Bates inesperadamente vendió al Chelsea en junio de 2003 por £60 millones. Al hacerlo, reconoció un beneficio personal de £17 millones en el club que había comprado por £1 en 1982 —su participación se había diluido hasta casi un 30% durante los últimos años—. El nuevo propietario del club era el multimillonario ruso Román Abramóvich, quien también asumió la responsabilidad de pagar los £80 millones de la deuda que tenía el club, pagándola muy rápidamente. Abramóvich también invirtió £100 millones antes del comienzo de la temporada, trayendo jugadores como Claude Makélélé, Geremi Njitap, Glen Johnson, Joe Cole y Damien Duff.
La inversión dio buenos resultados, ya que el Chelsea quedó como subcampeón de la «Premiership» —su mejor posición en la liga después de 49 años— y llegaron a las semifinales de la Liga de Campeones después de haber eliminado dramáticamente al Arsenal FC en los cuartos de final. Sin embargo, Ranieri pudo haber sido despedido a causa de algunas extrañas decisiones tácticas en la eliminación contra el AS Mónaco en las semifinales de la competición —por ejemplo, al haber cambiado al centrocampista Scott Parker a lateral derecho, posición que ocupaba Glen Johnson, quien pasó a ocupar la posición de defensa central para así dar cabida a más atacantes en el equipo— y por finalizar la temporada sin ningún título conseguido. Los «blues» también dieron a los fanáticos un vistazo de lo que podía haber ocurrido si no fuera por la toma de Abramóvich, ya que derrotaron fácilmente a sus antiguos rivales del Leeds United, quienes descendieron a la Football League Championship, prácticamente en quiebra y aparentemente destinados al olvido. Ranieri poco después fue despedido y Abramóvich trajo en su lugar al portugués José Mourinho —quien había levantado dos títulos de Primera División de Portugal, una Copa de Portugal, una Supercopa de Portugal, una Liga de Campeones y una Copa de la UEFA con el FC Oporto—. Abramóvich también trajo al legendario cazatalentos neerlandés Piet de Visser, quien fue el que encontró a Ronaldo y a Romário para el PSV Eindhoven y es considerado uno de los más grandes cazatalentos de la historia.

## José Mourinho: El bicampeonato (2004-2007)

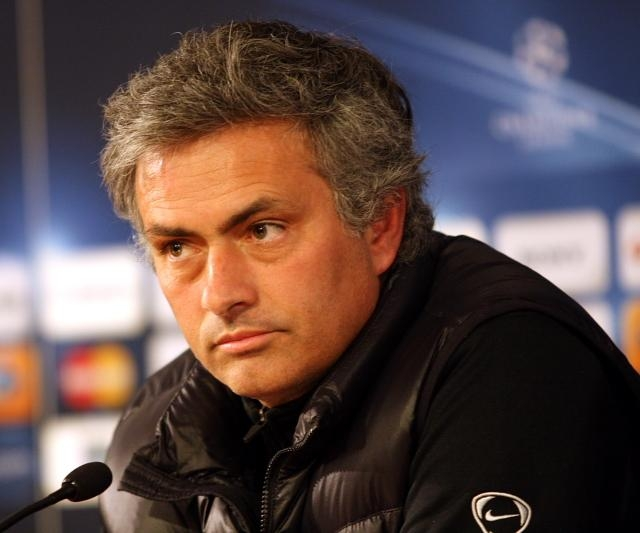
José Mourinho le dio al Chelsea su primer bicampeonato.

La temporada 2004-05 bajo el mandato de Mourinho fue la mejor en la historia del Chelsea Football Club. Después de un comienzo lento en la temporada, anotando 8 goles en sus primeros 9 juegos y estando detrás del Arsenal FC por 5 puntos, la campaña del Chelsea por el título poco a poco tomó ritmo, impulsados por el hábil centrocampista Frank Lampard y por el regreso de una lesión del joven y brillante neerlandés Arjen Robben —con este último al lado de Lampard, el Chelsea ganó más partidos y anotó más goles—. Comenzó a encabezar la tabla de posiciones después de una victoria contra el Everton FC en noviembre de 2004 y nunca renunció a su liderazgo, perdiendo sólo un juego de liga durante toda la temporada y obteniendo un récord de 29 victorias y 95 puntos conseguidos. Una defensa impenetrable, encabezada por el capitán John Terry y su compañero en la central Ricardo Carvalho, el versátil William Gallas, el eje del mediocampo Claude Makélélé y el talentoso guardameta Petr Čech, solamente concedió 15 goles durante toda la temporada y 24 porterías imbatidas, mientras que Čech registro 1025 minutos sin que le encajaran un solo gol. Chelsea finalmente obtuvo el campeonato con una victoria por 2-0 sobre el Bolton Wanderers gracias a dos goles de Lampard, después de 50 años de no haber ganado un título de liga. Ganar la liga nacional completó un doblete para el club, ya que el Chelsea ya había ganado la Football League Cup en febrero después de una emocionante victoria por 3-2 sobre Liverpool FC en la final disputada en el Millennium Stadium.
En la Liga de Campeones, el Chelsea superó sin problemas la fase de grupos para enfrentarse en octavos de final al FC Barcelona. En el partido de ida disputado en el Camp Nou, Chelsea tomó la delantera por 1-0, pero Didier Drogba fue expulsado de manera polémica por el árbitro Anders Frisk y los catalanes finalmente ganaron el partido por 2-1. Después del partido, Mourinho afirmó que el entrenador del Barcelona, Frank Rijkaard, había hablado con el árbitro al medio tiempo —una reclamación que resultó ser correcta— y que el resultado había sido «alterado». Después de recibir amenazas de muerte por parte de aficionados del Chelsea, Frisk se retiró, mientras que Mourinho recibió una suspensión de 2 partidos por desacreditar el juego. En el partido de vuelta en Stamford Bridge, el Chelsea se impuso por 4-2 en un dramático partido donde John Terry logró cabecear el balón al minuto 76 cuando el marcador global estaba 4-4. En los cuartos de final, una victoria por 4-2 en casa ante el campeón alemán Bayern de Múnich y una derrota por 3-2 en Alemania fueron suficientes para garantizar el pase a las semifinales, donde se enfrentaron al Liverpool. Tras un empate a 0-0 en Stamford Bridge, el Liverpool se impuso por 1-0 en Anfield gracias a un controvertido gol de Luis García. Chelsea fue incapaz de romper una defensa resistente y perdieron la oportunidad de conseguir el triplete.
Un año más tarde, Chelsea conservó su título de liga, estableciendo más récords durante la campaña. Los «blues» ganaron sus primeros 9 juegos, marcando un ritmo inigualable en la «Premiership» —incluyendo una victoria por 4-1 sobre el Liverpool en Anfield— y estando a 18 puntos por encima de sus rivales más cercanos, el Manchester United. Después de bajar un poco el ritmo y de que el United consiguió 9 victorias consecutivas, la diferencia de puntos se cerró a 7. El Chelsea entró un partido clave contra el West Ham United donde, después de recibir un gol a los 10 minutos y de que fuera expulsado Maniche al minuto 17, el Chelsea se recuperó para ganar el partido por 4-1 y mantener la brecha. El título fue finalmente conseguido con una victoria por 3-0 sobre el Manchester United en Stamford Bridge, igualando su propio récord de 29 victorias. Chelsea se convirtió en el quinto equipo en ganar un bicampeonato desde la Segunda Guerra Mundial y en el único club londinense en hacerlo desde los años 30. También estableció el récord de la mayor cantidad de porterías imbatidas (6) desde el inicio de la temporada y también el récord de más partidos invictos en casa desde que el Newcastle United se impuso en la temporada 1906-07 —18 victorias y un empate en 19 partidos—. Sin embargo, en las competiciones de copa hubo menos éxito, ya que fueron eliminados en los octavos de final de la Liga de Campeones por el Barcelona y en las semifinales de la FA Cup por el Liverpool.
En la temporada 2006-07 el Chelsea no pudo conseguir por tercera vez consecutiva el título de la Premier League, al quedar como subcampeón detrás del Manchester United luego de haber sido su escolta durante gran parte de la temporada. El club todavía estaba en camino a conseguir un cuadruplete sin precedentes a finales de abril y jugaron todos menos uno de los 63 partidos posibles al comienzo de la temporada. Ganaron la Football League Cup con una victoria por 2-1 sobre el Arsenal en la última final disputada en el Millennium Stadium y derrotaron al Manchester United por 1-0 en la primera final de FA Cup disputada en el nuevo Estadio de Wembley, convirtiéndose en el primer equipo inglés en ser campeón en el nuevo estadio —también es el último campeón en el viejo estadio—. También llegaron hasta las semifinales de la Liga de Campeones, sólo para ser eliminados nuevamente por el Liverpool, esta vez en una tanda de penales.

## Grant, Scolari y Hiddink (2007-2009)
El 20 de septiembre de 2007 Mourinho dejó el cargo de entrenador del Chelsea por «consentimiento mutuo», tras un comienzo irregular en la temporada 2007-08 y después de varios meses de tensión en la relación entre Mourinho y Abramóvich. Poco después, el israelí Avram Grant, quien había sido nombrado director deportivo del Chelsea el 8 de julio de 2007, fue nombrado el sucesor de Mourinho.
A pesar de la presión sobre Grant y de la ausencia de jugadores claves —en total, varios miembros del equipo no estuvieron disponibles 286 veces en 62 partidos—, el Chelsea estaba en camino a conseguir el triplete, una hazaña que sólo han conseguido dos equipos ingleses, el Liverpool FC en la temporada 1983-84 y el Manchester United en la temporada 1998-99, aunque al final el equipo quedó como subcampeón en las tres competiciones. El Chelsea logró alcanzar su tercera final de Football League Cup en 4 años, pero fue derrotado sorpresivamente 2-1 por el Tottenham Hotspur. El Chelsea se convirtió en el rival más cercano al United por el título de liga y una victoria por 2-1 sobre los «red devils» en Stamford Bridge en abril igualó los puntos entre los dos equipos con 4 partidos de liga restantes, aunque el Manchester estaba a la cabeza por diferencia de goles. Los equipos se mantuvieron con los mismos puntos hasta el último partido de la temporada, aunque la diferencia de goles que aventajaba al United significaba que el Chelsea tenía que mejorar su resultado; ya en disputa, el Chelsea empató a 1-1 con el Bolton Wanderers y el Manchester derrotó al Wigan Athletic por 2-0, perdiendo así la oportunidad de arrebatarle al United el título.
Grant también llevó al Chelsea a su cuarta semifinal de Liga de Campeones en 5 años, donde se enfrentaron a sus antiguos rivales, el Liverpool, aunque esta vez fue el Chelsea el que prevaleció, ganando dramáticamente por 4-3 en el global y pasando así a su primera final de Liga de Campeones en su historia. Sus adversarios en la final fueron los «red devils» del Manchester United, siendo esta la primera final en la historia que se disputaba entre equipos ingleses. En un juego sumamente disputado y peleado, un disparo de Frank Lampard poco antes del medio tiempo pudo contrarrestar el gol tempranero de Cristiano Ronaldo y los equipos quedaron empatados a 1-1 todo lo que restaba del partido, teniéndose que definir al campeón mediante la tanda de penales, donde John Terry falló un tiro decisivo y Nicolas Anelka falló el penal que le dio al United el título.
Acabada la temporada, el Chelsea se ubicó en el puesto #1 en el Ranking de la UEFA, mostrando la consistencia del equipo durante los primeros 5 años bajo la propiedad de Román Abramóvich.

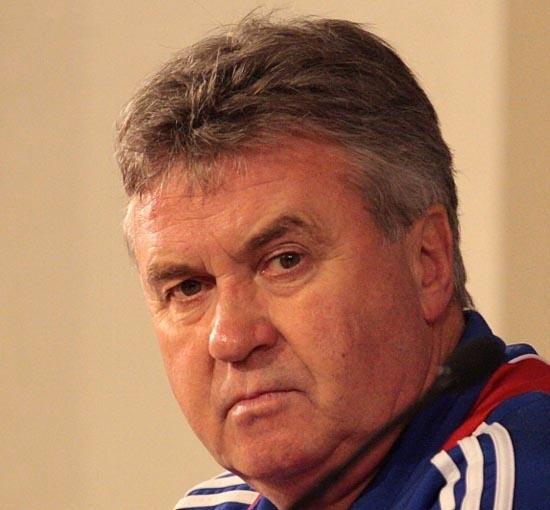
Guus Hiddink le dio al Chelsea su quinta FA Cup en su historia.

Tres días más tarde, Grant fue despedido como entrenador, siendo reemplazado por el brasileño Luiz Felipe Scolari, quien le dio a Brasil el título de la Copa Mundial de Fútbol de 2002 y a Portugal el subcampeonato de la Eurocopa 2004. Sin embargo, a pesar de un brillante comienzo en donde el Chelsea encabezó la tabla a principios de la temporada, Scolari fue despedido el 9 de febrero de 2009 debido a "los resultados y al rendimiento del equipo... deteriorándose en un momento clave de la temporada", dejando al equipo en la 4ª posición de la Premier League. El entrenador de la Selección de fútbol de Rusia, Guus Hiddink, fue nombrado entrenador interino hasta el final de la temporada. Bajo la dirección de Hiddink, el rendimiento y los resultados mejoraron, ya que los «blues» perdieron solamente un partido de todo lo que restaba de la temporada, finalizando 3º en la liga y llegando hasta la final de la FA Cup.
En la Liga de Campeones, una victoria de 7-5 en el marcador global sobre el Liverpool en los cuartos de final, incluyendo un épico empate a 4-4 en Stamford Bridge, le garantiza al Chelsea su pase a las semifinales, donde se enfrentaron a unos viejos conocidos, el FC Barcelona. Después de empatar a 0-0 en el partido de ida en Camp Nou, Chelsea tomó la ventaja temprano en el partido de vuelta gracias a un golazo de Michael Essien, pero en un partido polémico, en el que el Chelsea desperdició numerosas oportunidades y en donde no se le marcaron varios penales a su favor, un gol del centrocampista Andrés Iniesta en el último minuto envió al Barcelona a la final. Inmediatamente después, Drogba causó más polémica al insultar al árbitro Tom Henning Øvrebø por su pésimo desempeño. Debido a esto, Drogba, junto con José Bosingwa, fueron suspendidos 6 y 3 partidos respectivamente de toda competición europea con el Chelsea, aunque gracias una apelación del Chelsea la sanción se redujo a 3 partidos de Liga de Campeones para Drogba y 2 partidos para Bosingwa. Como consolación, con goles de Drogba y Lampard, el Chelsea se proclamó campeón de la FA Cup con una victoria por 2-1 sobre el Everton FC en Wembley el 30 de mayo de 2009, siendo esta su segunda FA Cup en 3 años.

## La era Ancelotti (2009-2011)

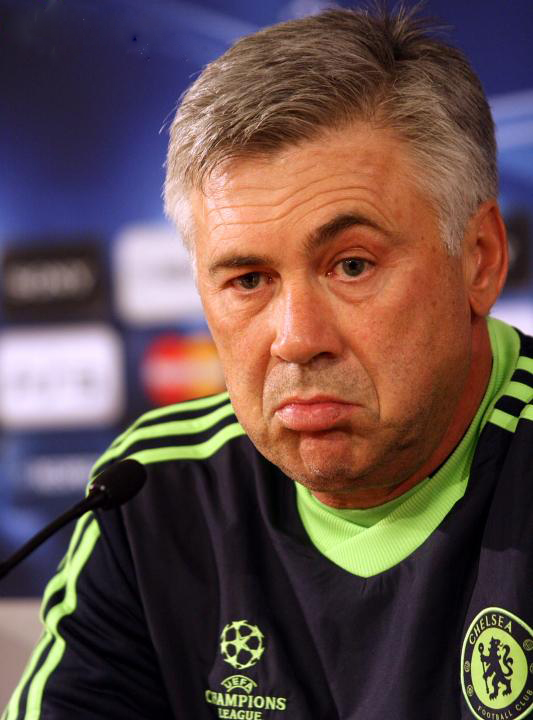
Carlo Ancelotti le dio al Chelsea su primer doblete entre Premier League y FA Cup en su historia.

El exentrenador del AC Milan, Carlo Ancelotti, fue nombrado el sucesor de Hiddink, el 1 de junio de 2009. La primera competición oficial de Ancelotti fue la Community Shield, donde el Chelsea se enfrentó al Manchester United. El partido acabó en un empate a 2-2, pero el Chelsea se impuso por 4-1 en la tanda de penales para hacerse con el trofeo —esta fue su primera victoria en penales desde que derrotó al Ipswich Town en los cuartos de final de la Football League Cup en enero de 1998—.
En la temporada estreno de Ancelotti, a pesar de haber comenzado ganando la Community Shield ante el United, el Chelsea terminó sufriendo con la eliminación de la Football League Cup ante el Blackburn Rovers en una tanda de penales luego de haber empatado a 3-3. Sin embargo, la eliminación más sufrida fue a manos del Inter de Milán en la Liga de Campeones luego de una derrota por 2-1 en el Giuseppe Meazza y otra por 1-0 en Stamford Bridge. Irónicamente, el Inter era entrenado por José Mourinho, el responsable de transformar al club en unas de las principales potencias de Europa. Tres semanas después de aquella eliminación, el Chelsea logró clasificar por segundo año consecutivo a la final de la FA Cup con una victoria por 3-0 sobre el Aston Villa. Dos semanas atrás, el Chelsea había derrotado a este mismo equipo por 7-1 en la liga.
Aunque no se logró llegar a la final de la Liga de Campeones, el cual era el principal objetivo de la temporada, el Chelsea logró consagrarse campeón de la Premier League por cuarta vez en su historia con una victoria por 8-0 sobre el Wigan Athletic —la mayor goleada de la temporada junto con la victoria por 9-1 del Tottenham Hotspur ante el mismo equipo—. El Chelsea finalizó la campaña con 27 victorias —sólo dos victorias detrás del récord de liga, el cual pertenece al Chelsea— y con 103 goles anotados, superando el récord anterior de 97 goles que poseía el Manchester United desde la temporada 1999-00. La victoria por 8-0, además de victorias por 7-2 y 7-0 ante el Sunderland AFC y ante el Stoke City respectivamente, junto con la victoria por 7-1 sobre el Aston Villa —todas en Stamford Bridge—, fueron fundamentales para imponer este nuevo récord. Además, Didier Drogba obtuvo el Botín de Oro de la Premier con 29 goles marcados, y Frank Lampard fue el jugador con más asistencias, acumulando 17 durante toda la campaña. Seis días después, el Chelsea obtuvo su primer doblete entre liga y copa en su historia, luego de haber derrotado por 1-0 al Portsmouth FC en la final de la FA Cup.

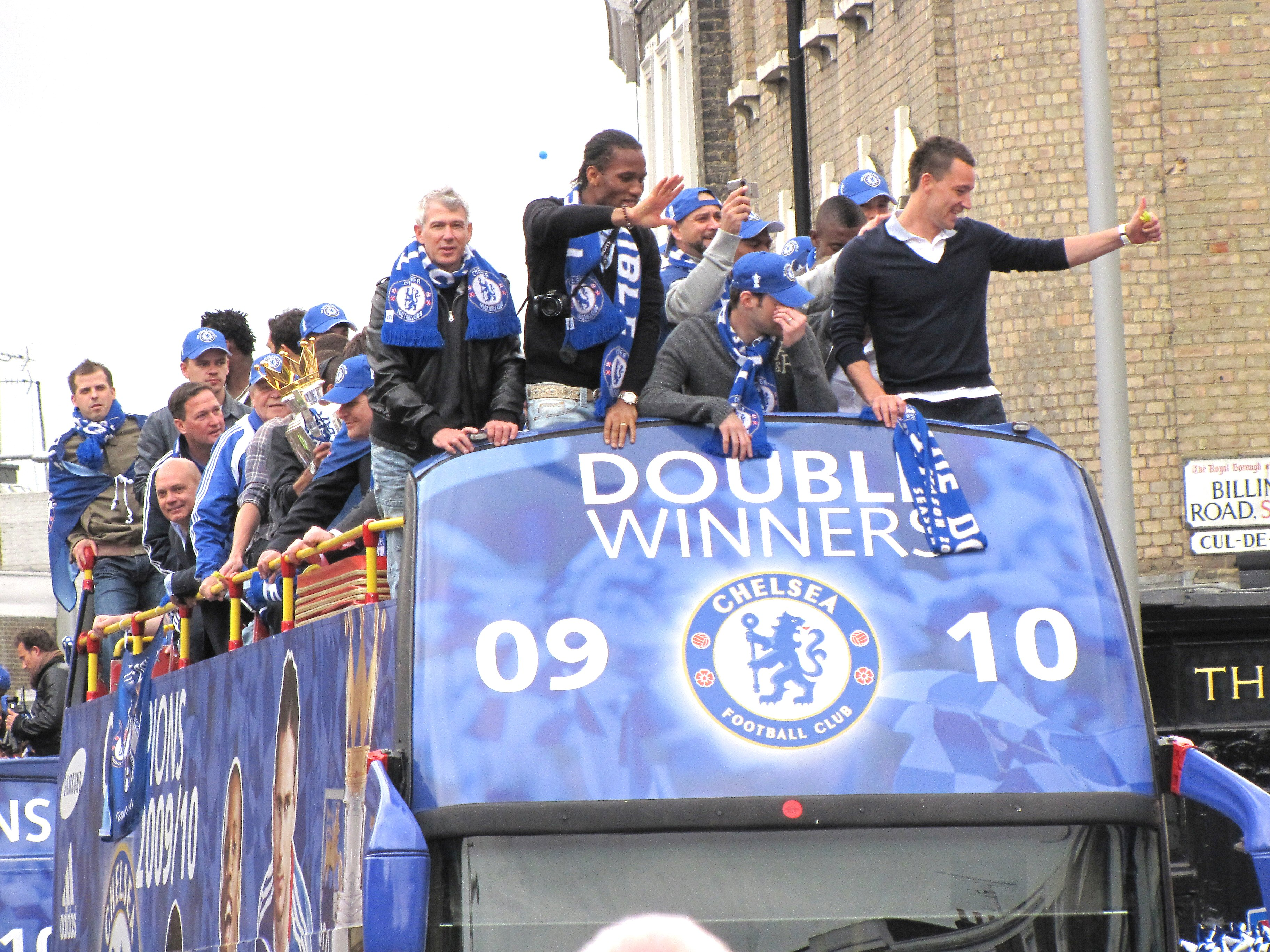
Jugadores del Chelsea celebrando la obtención de la Premier League y de la FA Cup en 2010.

Pero, a pesar de los logros de la pasada temporada, la segunda temporada bajo el mando de Ancelotti no tuvo el mismo comienzo. Varios jugadores que fueron claves en la obtención del título abandonaron al club. Joe Cole, quien no renovó contrato, se fue al Liverpool FC; Michael Ballack, quien tampoco renovó contrato, regresó a Alemania para jugar con el Bayer Leverkusen; y Ricardo Carvalho, luego de permanecer durante seis años en el club, fue transferido al Real Madrid, ahora entrenado por Mourinho; además de Juliano Belletti y Deco que decidieron marcharse al fútbol brasileño para jugar con el Fluminense. Para suplir estas bajas, el club contrató solamente a dos jugadores, Yossi Benayoun del Liverpool y Ramires del SL Benfica, además de la contratación de jugadores jóvenes, pero que fueron cedidos a otros equipos. El Chelsea comenzó la temporada enfrentándose nuevamente al Manchester United en la Community Shield, pero esta vez fueron derrotados por 3-1. Sin embargo, el equipo comenzó la temporada 2010-11 al igual que cuando finalizó la temporada anterior, goleando por 6-0 al West Bromwich Albion y al Wigan Athletic en las dos primeras fechas.
El club se mantuvo en una buena racha, consiguiendo nueve victorias en sus primeros doce partidos disputados. Sin embargo, luego de que Ray Wilkins fuera despedido de manera misteriosa a mediados de noviembre de 2010, el Chelsea acabaría entrando en una mala racha en la liga que duró nueve partidos, acumulando solamente una victoria, cuatro empates y cuatro derrotas y descendiendo hasta el 5º lugar de la tabla. Con el puesto de Ancelotti en riesgo, el Chelsea se recuperaría con una victoria por 7-0 sobre el Ipswich Town en la FA Cup. Luego de que Lampard, Terry y Drogba se recuperan de lesiones que los mantuvieron fuera durante gran parte de la primera mitad de la temporada, el Chelsea buscó comprar jugadores que supieran futuras bajas por lesión, contratando a David Luiz del Benfica por £21,3 millones y a Fernando Torres del Liverpool por £50 millones, siendo esta última la contratación más cara de un jugador en la Premier League. Sin embargo, aún con estas contrataciones, el Chelsea sería eliminado de la Liga de Campeones por el Manchester United y de la FA Cup por el Everton FC, aunque lograrían recuperarse en la liga, finalizando en el 2º puesto. Debido a que Ancelotti finalizó la temporada sin ningún título conseguido, sería despedido el 22 de mayo de 2011.

## Villas-Boas (2011-2012)
El 22 de junio de 2011, André Villas-Boas fue presentado como nuevo técnico del Chelsea FC, después de que el club londinense pagara su cláusula de 15 millones de euros, firmando un contrato por las tres próximas temporadas.
El 30 de julio de 2011, durante la pretemporada, Villas-Boas ganó su primer título con el Chelsea, la Premier League Asia Trophy. Villas-Boas ganó todos sus partidos de pretemporada con el Chelsea, cediendo solo un gol en los seis partidos. Su debut en la Premier League lo hizo el 14 de agosto empatando 0-0 ante el Stoke City de visitante. Después, el Chelsea ganaría los 2 partidos siguientes como local ante el West Bromwich Albion y al Norwich City por 2-1 y 3-1, respectivamente. Consiguió su primera victoria de visitante al derrotar al Sunderland por 1-2.
Hizo su debut como entrenador en la Liga de Campeones el 13 de septiembre ante el Bayer 04 Leverkusen en Stamford Bridge, consiguiendo un triunfo por 2-0. Su primera derrota como técnico "blue" ocurrió el 18 de septiembre ante el Manchester United en Old Trafford por 3-1. El 21 de septiembre, en la tercera ronda de la Carling Cup su equipo venció al Fulham después de empatar 0-0 en tiempo regular y extra de juego, ganando en la tanda de penaltis por 4-3. El 24 de septiembre, su equipo venció por 4-1 al Swansea City como locales, por la Premier. El 28 de septiembre, en el segundo partido de la Liga de Campeones, consiguió un empate ante el Valencia CF en Mestalla. El 2 de octubre, logró su segunda victoria de visitante, venciendo al Bolton por 1-5 con triplete de Frank Lampard. Después de varios resultados irregulares, su equipo se recuperó avanzando primero en su grupo a los octavos de la Liga de Campeones derrotando en el último partido al Valencia CF por 3-0 en Stamford Bridge.
El 4 de marzo de 2012, y luego de una serie de derrotas que dejaron al conjunto londinense con posibilidades casi nulas de conseguir algún título (se encontraba a veinte puntos del líder de la Premier y con un 3-1 adverso en la ida de octavos de la Champions), los rectores del club decidieron despedirlo tras la derrota por 1-0 ante el West Bromwich Albion como local. Su sucesor, el italiano Roberto Di Matteo, lograría dar vuelta la serie y llevaría a la postre a los "blues" a ganar el máximo trofeo continental.

## Di Matteo y la primera Champions (2012)

Alineación del Chelsea en la final de 2012

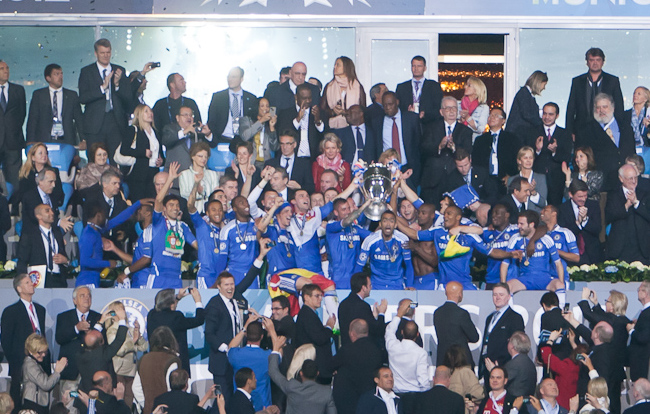
Instante en el que los jugadores blues celebran con la entrega del trofeo su primera Copa de Europa.

El 4 de marzo de 2012, y luego de una serie de derrotas que dejaron al club con posibilidades casi nulas de conseguir algún título (se encontraba a veinte puntos del líder de la Premier y con un 3-1 adverso en la ida de octavos de la Champions), los directivos del club decidieron despedirlo tras de la derrota por 1-0 ante el West Bromwich como local. Su sucesor hasta el fin de temporada será Roberto Di Matteo.

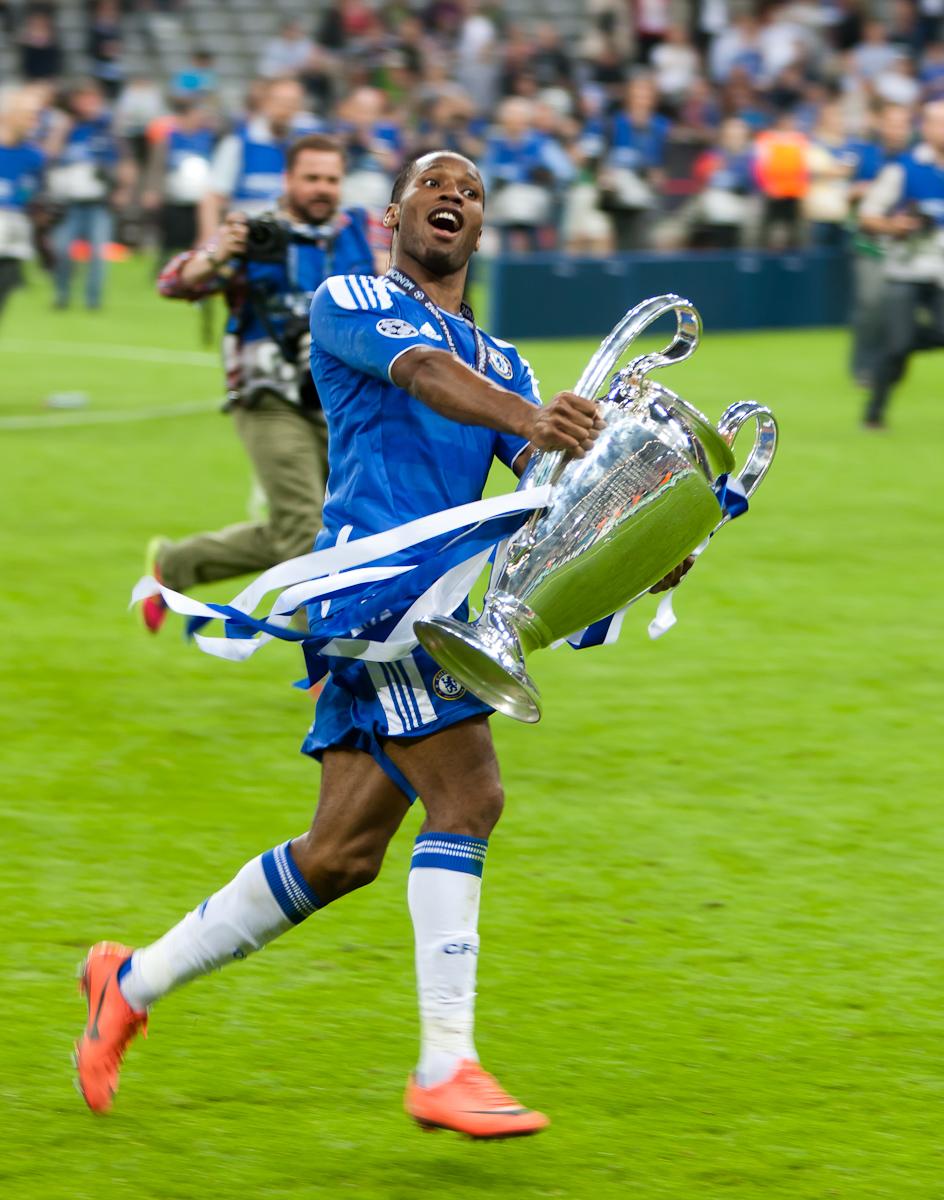
Drogba

Di Matteo inició una reconstrucción del club empezando por cambiar el esquema de 4-3-3 a un 4-2-3-1, ligando así varias victorias al hilo en Premier League y FA Cup . El 14 de marzo de 2012 elimina al Nápoles de la Champions League. Así siguió acumulando triunfos como el de la final de la FA Cup frente al liverpool por 2 a 1. En las semifinales de la Champions, tuvo como rival al FC Barcelona (en esas fechas, el vigente campeón). En el partido de ida, ganó por 1-0. En el de vuelta, disputado el 24 de abril en el Camp Nou, el Barça se puso con un 2-0 antes de acabar el primer tiempo (con ese resultado estaba clasificado para disputar la final), y por si fuera poco, en el minuto 37, el capitán John Terry fue expulsado. Pero en el último minuto del primer tiempo, Ramires, marcó a favor del equipo londinense poniendo el 2-1. En el segundo tiempo de choque, en el minuto , Messi falló un penalti y en el tiempo de prolongación, Torres (que había entrado en el campo en el minuto 80) marcó el gol que empata a dos el encuentro. El Chelsea se clasificaba para disputar su segunda final de la Liga de Campeones. John Terry, Ramires, Meireles y Ivanovic, no podrían jugarla por sanción.
El 19 de mayo, disputaron la final y en ella se enfrentaron ante el Bayern de Múnich, dándose la circunstancia que el escenario de esta fue el Allianz Arena (es decir, que el equipo alemán jugaba “en su casa”). En el minuto 83, Müller ponía en ventaja a los anfitriones. Pero en el minuto 88, Drogba empató con un cabezazo tras el saque de un córner. En la prórroga, Cech detuvo un penalti (que provocó Drogba a Ribéry) a Robben. Tras finalizar esta, se llegó a la tanda de penaltis. El Chelsea, falló uno, el primero, que lanzó Juan Mata. El Bayern de Múnich, dos lanzamiento, el de Olić que detuvo Cech y el de Schweinsteiger impactó en el palo derecho de la portería. Drogba fue el autor de marcar el penalti decisivo. La tanda acabó 4-3 a favor del conjunto inglés. De este modo, el Chelsea FC conquistó su primera Copa de Europa de su historia.
En el verano de 2012, con el fin de cambiar la imagen del Chelsea, que tuvo un protagonismo demasiado defensivo en los tres últimos partidos de la Champions League en contraste con anteriores temporadas, el club invirtió para renovar la plantilla con jugadores jóvenes que ofrecieran dinamismo y fluidez al equipo. Llegaron varios jugadores: Hazard, Óscar, Marko Marin, Víctor Moses y Azpilicueta. En el mismo verano, el Chelsea cedió a 22 jugadores, la mayoría de ellos jóvenes, para que así tuviesen minutos de juego. El 31 de agosto de 2012 disputó contra el Atlético de Madrid la Supercopa de Europa, siendo éstos los campeones de la Europa League. En un encuentro donde los blues partían como favoritos al ser los vencedores del máximo torneo a nivel europeo, el Atlético de Madrid se adelantó el primer tiempo con tres goles del colombiano Radamel Falcao. La imagen ofrecida por el Chelsea no correspondía a lo que se había visto en los primeros partidos del campeonato doméstico, que ya había comenzado, y en el que por entonces el Chelsea era claro líder de la tabla. En el segundo tiempo, y a esperas de cambiar la imagen de los blues, el Atlético de Madrid sentenció el partido con un gol de Miranda, pese a que minutos después marcará Gary Cahill un gol de consolación para los blues. Como curiosidad, Fernando Torres, que se enfrentaba por primera vez al equipo de sus orígenes, no dio ningún disparo a puerta, teniendo sólo un disparo que no ofreció problemas al equipo colchonero. El 20 de noviembre, el Chelsea cayó derrotado ante la Juventus de Turín

## Rafa Benítez (2012-2013)
Tras la renovación de Roberto Di Matteo, el Chelsea comienza la campaña 2012-13 con la Champions en sus vitrinas y unas altas expectativas, habiendo fichado estrellas como Eden Hazard. Los primeros meses de competición fueron buenos, pero una dinámica negativa de resultados en noviembre de 2012 (el equipo perdió el liderato en la Premier y tenía muy complicado el pase a octavos de la Liga de Campeones) provocó el despido de Di Matteo y la llegada de Rafa Benítez. Después de perder en las semifinales de la League Cup y de la FA Cup, quedar terceros en la fase de grupos de la Champions League y perder la final del Mundial de Clubes, Benítez salvó la temporada logrando la clasificación para Champions League ante el Aston Villa gracias a dos goles de Frank Lampard, que se convertía en el máximo goleador del club superando a Bobby Tambling, y ganando la UEFA Europa League ante el Benfica por 2-1, con goles de Torres e Ivanovic. Al hacerlo, y quedando diez días para la final de la Champions League, el Chelsea se convirtió en el primer equipo en ser el vigente campeón de los dos títulos continentales, la Champions League y la Europa League, siendo también el primer equipo en conseguirlos de manera consecutiva y llegando al selecto club (formado hasta entonces por la Juventus, el Ajax Ámsterdam y el Bayern Múnich) de los ganadores de los tres títulos de la UEFA (sumando a los anteriores la Recopa de Europa). Más aún, sumando la Supercopa de Europa, fue solo el tercero, después de la Juventus y del Ajax.

## El regreso de Mou  (2013-2015)
Para la temporada 2013-2014, el Chelsea contrató de nuevo a José Mourinho, el entrenador que más éxitos le ha dado al club azul. El equipo blue tuvo un irregular comienzo en el campeonato británico, y perdió la Supercopa de Europa ante el Bayern de Múnich en la tanda de penaltis. Tras un partido muy igualado, la decisión del título se llevó a los penaltis, tras haber terminado 2-2 en el tiempo reglamentario. El belga Romelu Lukaku falló el último tiro de los Blues y decretó así la derrota por 5-4 en penaltis. Sin embargo, pronto recuperó las señas de identidad que había mostrado con el entrenador portugués: competitividad, intensidad, verticalidad y versatilidad. En la Premier se afincó en los puestos de Champions a partir de la séptima jornada y terminó la primera vuelta como tercer clasificado. Aunque el Chelsea llegó a situarse líder a falta de 7 jornadas para el final, terminó la Liga en tercer puesto con 82 puntos, 4 menos que el campeón Manchester City. En la Champions League, los Blues pasaron a las semifinales tras la revancha contra el París Saint-Germain en cuartos de final, perdiendo el partido de ida en París por 3-1, pero ganando la vuelta por 2-0 con un gol agónico de Demba Ba. Fueron eliminados por el Atlético de Madrid de Diego Simeone, que sufrió una dura derrota en casa por 3-1 después de haber empatado a cero en el partido de ida en el Vicente Calderón, cerrando así la temporada sin títulos.

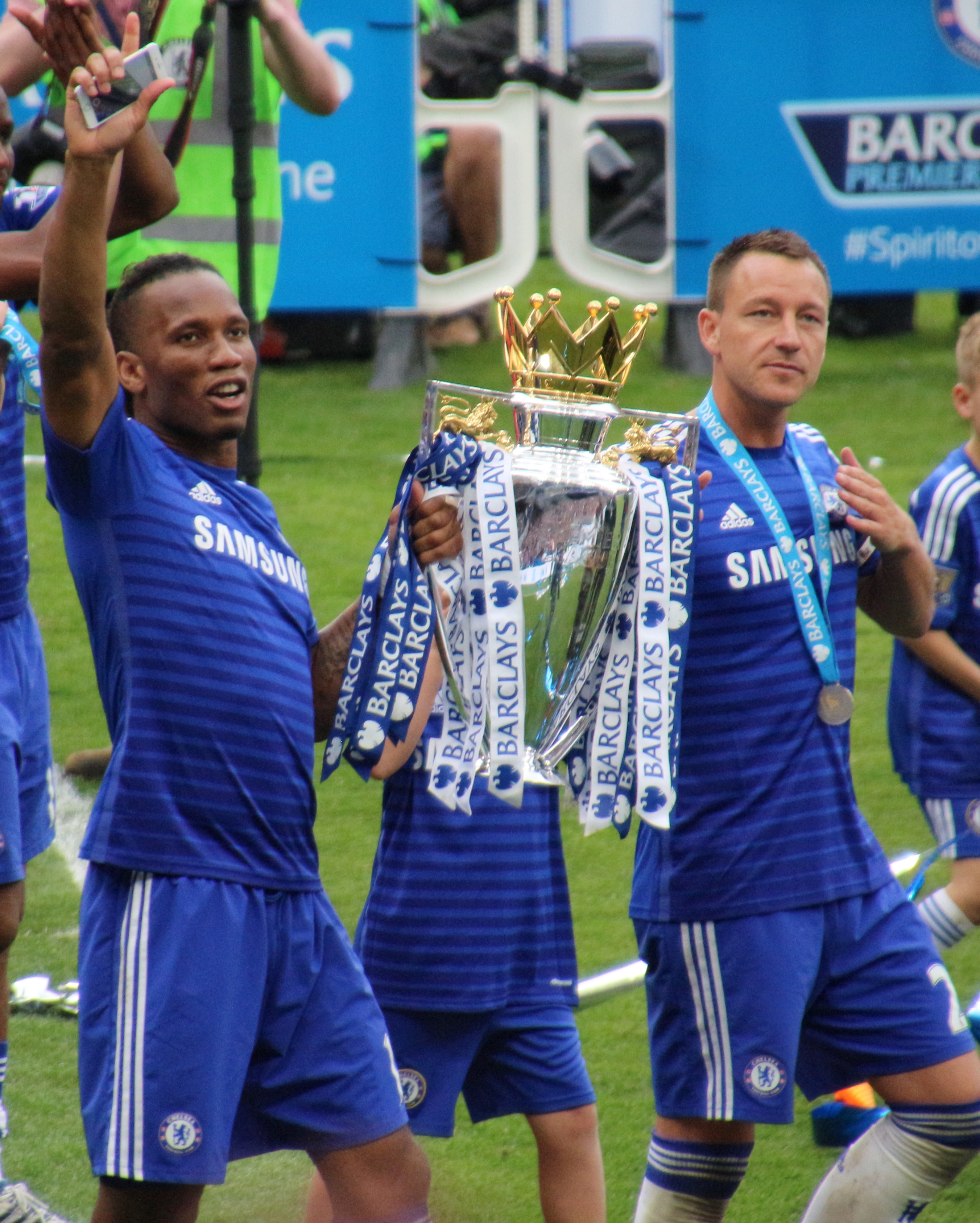
Drogba y John Terry sosteniendo el trofeo de la Premier League, mayo de 2015.

En la siguiente temporada, el Chelsea logró el doblete al obtener su quinto título de liga, y la Copa de la Liga de Inglaterra. El Chelsea fue soberano durante toda la campaña de la Premier League, ganando el título con 87 puntos, 8 más que el subcampeón, el Manchester City. Sólo sufrieron 3 derrotas y cosecharon 9 empates, con un total de 26 victorias. El club pasó las primeras 14 jornadas sin problemas, acumulando 11 victorias y 3 empates antes de sufrir su primera derrota (2-1 contra el Newcastle). Tras la dura derrota por 5-3 ante el Tottenham en la vigésima jornada, el club se mantuvo invicto durante los siguientes 16 partidos. A lo largo de esta secuencia, el club se aseguró el título al vencer por 1-0 al Crystal Palace en la 35ª jornada.
El título de la Copa de la Liga llegó con una racha invicta de 5 victorias y 1 empate. En las primeras fases el club pasó por encima de equipos menores hasta enfrentarse al Liverpool en la semifinal y eliminarlo con un empate a uno en Anfield y una victoria en casa con un gol del serbio Ivanović al inicio de la prórroga. En la final, los Blues vencieron al Tottenham Hotspur por 2-0 en Wembley. Los goles fueron marcados por John Terry y Diego Costa. Las únicas frustraciones de la temporada fue la eliminación en octavos de final contra el PSG tras dos empates (1-1 en Francia y 2-2 en Londres). y en la FA Cup fue eliminado 2-4 ante el Bradford.
Para la temporada 2015-2016 comienza con una derrota ante el Arsenal en la Community Shield en donde perdió su primer título de la temporada. El equipo blue comenzó la Premier League 2015-16 con 8 puntos en los 7 primeros partidos, su peor arranque desde la temporada 2000-01. El 15 de diciembre se anunció el despido del técnico portugués después de la derrota de 2-1 como visitante ante el Leicester City y eliminados de la Copa de la Liga por el Stoke City. Dejó al equipo en la posición 16 a solo uno del descenso.

## El segundo periodo de Hiddink (2015-16)
El 19 de diciembre de 2015, Hiddink fue nombrado entrenador del primer equipo del Chelsea inglés hasta el final de la temporada 2015-16, tras la destitución de José Mourinho; se unió al club en la misma capacidad que lo hizo en 2009. Después de ser nombrado gerente interino, Hiddink habló y dijo que estaba "emocionado de regresar a Stamford Bridge" y "Estoy deseando trabajar con los jugadores y el personal en este club y sobre todo renovando mi maravillosa relación con la afición del Chelsea ". Después del empate en casa contra el Stoke City, Hiddink estableció un nuevo récord para la racha invicta más larga como nuevo entrenador en la Premier League con 12 juegos invictos.
En los octavos de la Champions League se enfrenta Paris Saint Germain en donde perdió los dos juegos tanto la de ida como la de vuelta y también fueron eliminados de la FA Cup ante el Everton. A pesar de esa gran racha de resultados, Chelsea acabó décimo en la liga sin opciones de calificar a la Europa League de la siguiente temporada. Siendo la primera vez en 20 años que no logra clasificar a una competición europea.

## Nuevo título de la Premier League y de FA Cup con Antonio Conte (2016-2018)
El 4 de abril de 2016, se confirmó que Conte había firmado un contrato de tres años, que lo mantendría en el club hasta 2019, y se convertiría oficialmente en el nuevo entrenador del primer equipo para la temporada 2016-17.

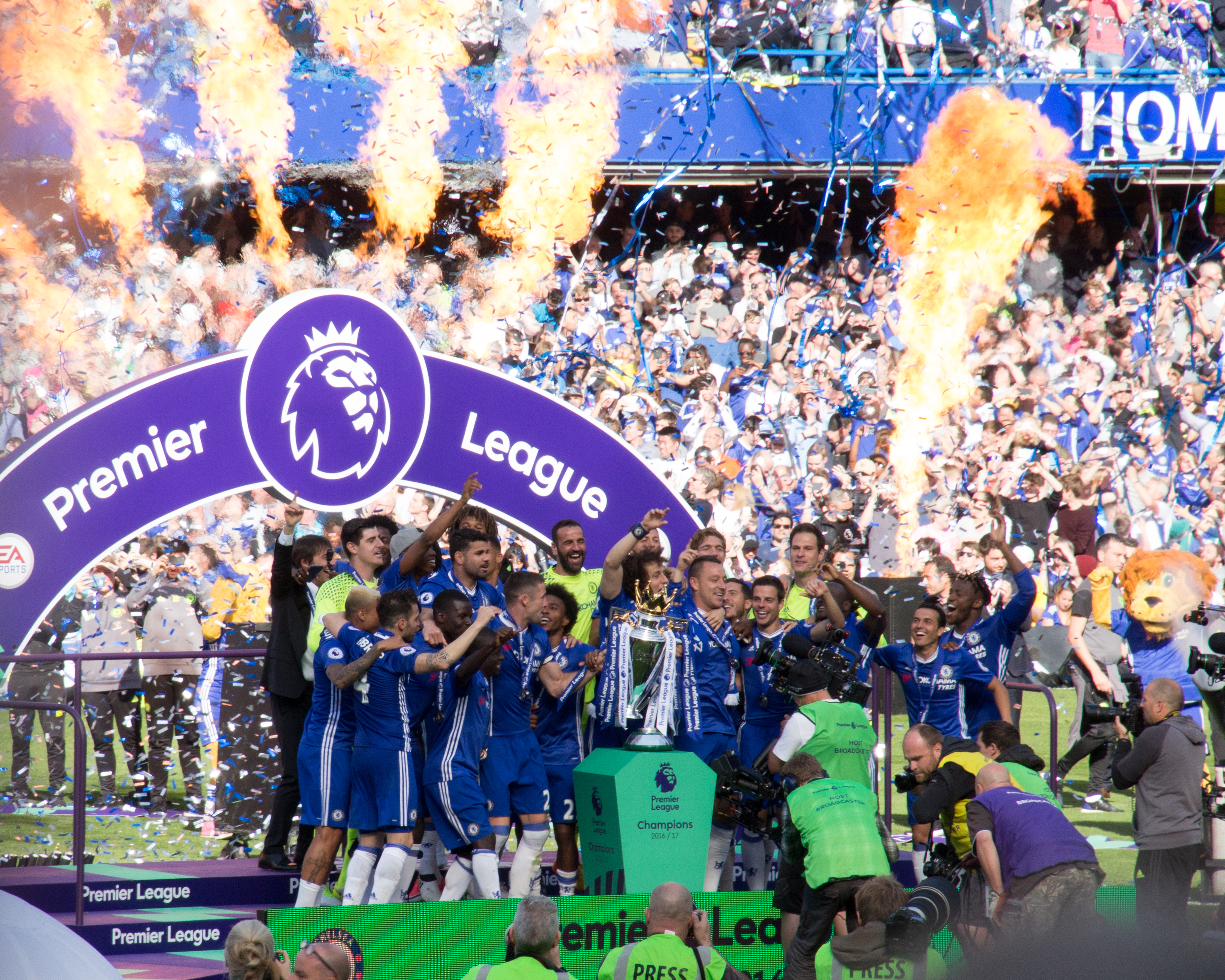
Los jugadores del Chelsea celebrando la obtención de la liga.

La primera temporada del italiano con el club fue de mayor éxito, se logró la sexta liga de su historia (el quinto en la era de la Premier League) en donde se destacó su racha de 13 victorias consecutivas que lo colocaron en la cima desde la jornada 12 hasta el final de temporada. Conte se convertiría así en el cuarto entrenador que gana la Premier League en su primera temporada en Inglaterra. Los Blues realizaron una excelente campaña y merecieron llevarse el título de la temporada 2016-17 de la Premier League. En total, el club londinense sumó 93 puntos, logrando así su segunda mayor cifra de puntos en la historia de la liga, sólo superada por los 95 de su primera campaña en la Premier League 2004-05.
A pesar del éxito de la Liga, el entrenador tuvo varios conflictos con el español Diego Costa a lo largo de la temporada, además de que en la Copa de la Liga fue eliminado por el West Ham y más tarde cayó en la final de la FA Cup ante el Arsenal impidiendo el triplete nacional.
La siguiente temporada, en el mercado de verano contratan a varios jugadores como: Willy Caballero, Antonio Rüdiger, Tiémoué Bakayoko, Álvaro Morata, Davide Zappacosta y Danny Drinkwater, pero se marcharía del equipo su capitán e ídolo John Terry. La temporada no inició bien perdiendo la Community Shield ante el Arsenal y más tarde por Premier ante el Burnley en Stamford Bridge. A pesar de algunos triunfos en Liga y Champions, el equipo nunca estuvo peleando la punta del torneo. Las derrotas ante el City, Crystal Palace, Roma y West Ham United, además de su pésima relación con Diego Costa, generaron muchísimas críticas hacia el entrenador a pesar de clasificar a octavos de la Champions y llegando a estar en puestos de liga de campeones durante el mes de diciembre y acabando el año en 2.º a 14 puntos detrás del City y a 1 delante del United.
En el invierno de 2018, se fichó a Olivier Giroud y  Ross Barkley, y se marchaba del equipo Diego Costa donde se fue al Atlético de Madrid. El primer revés fue en la Copa de la Liga ante el Arsenal en semifinales, y más tarde, tras las derrotas ante Bournemouth en casa por 0-3 y ante el Watford como visitante por 4-1 empezaron a cuestionar al entrenador sobre un posible despido con el equipo deambulando en puestos de Europa League. En la Champions quedarían eliminados por el Barcelona en octavos por un global de 4-1.
Luego de acabar 5.º quedándose fuera de la Liga de Campeones de la siguiente temporada, el Chelsea lograría su premio de consolación al ganar la FA Cup tras vencer 1-0 al Manchester United en la final. El 13 de julio se anunció que el entrenador no continuaría para la siguiente temporada.

## Sarri y la Europa League (2018-19)
El 14 de julio de 2018, Maurizio Sarri fue nombrado entrenador del Chelsea, en sustitución de Antonio Conte, que fue despedido el día anterior. Durante el mercado de verano se ficharán al italiano Jorginho y al portero español Kepa y la baja sería la de Courtois. El 5 de agosto, en su primer partido oficial, el equipo perdió la Community Shield por 2-0 ante el Manchester City en el Estadio de Wembley. A la semana siguiente, consiguió su primera victoria como entrenador del Chelsea en una victoria de liga por 3-0 como visitante ante el Huddersfield Town. Sarri se convirtió en el primer entrenador en permanecer invicto a lo largo de sus primeros 12 partidos de Premier League, hasta el 24 de noviembre, donde perdieron por 3-1 ante el Tottenham Hotspur. Sin embargo, tras el resultado negativo contra los Spurs, el club pasó por un momento difícil al no poder mantener el buen rendimiento inicial. Aunque le ganaron al Manchester City en casa por 2-0, perdieron ante el Wolverhampton por 2-1 encajando dos goles en cuatro minutos y luego también perdieron en casa ante el Leicester por 1-0. Otras muestras de la inestabilidad se vieron claramente en las derrotas sufridas ante el Bournemouth y el Manchester City, ambos en la Premier League, siendo un 4-0 en el Vitallity Stadium y un humillante 6-0 en el Etihad Stadium. Además, fueron eliminados en casa por el Manchester United por 2-0 en los octavos de final de la FA Cup. Quedó 3º en la Premier League con 72 puntos, clasificándose para la Champions League.

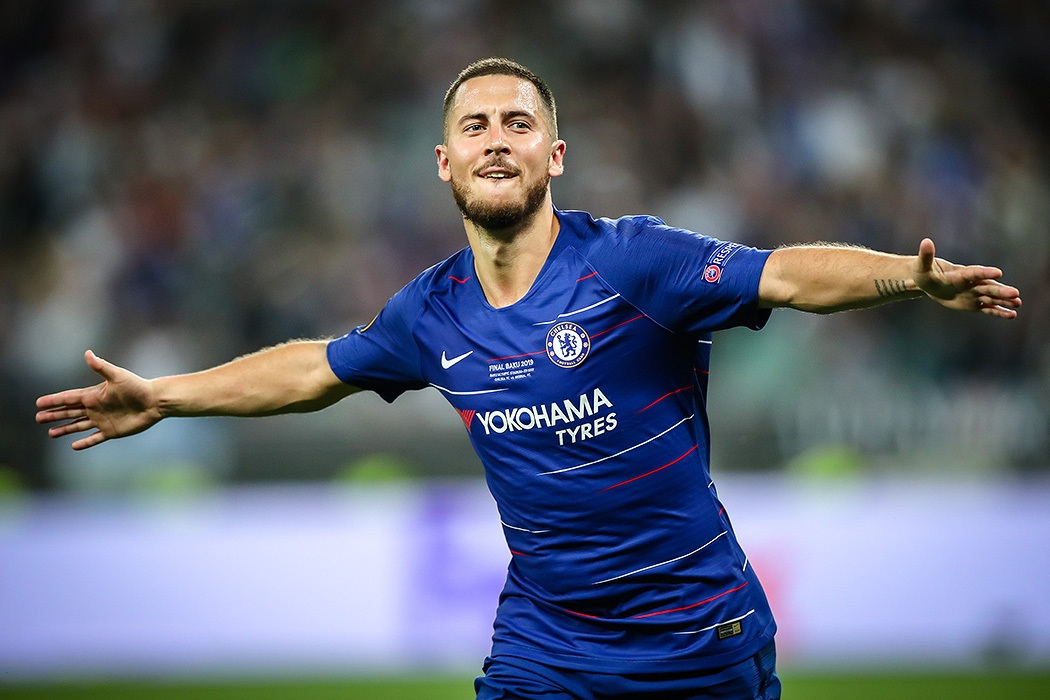
Eden Hazard, ídolo del club desde su llegada en la temporada 2012-13.

Mientras tanto, las cosas iban bien para el Chelsea en la Copa de la Liga inglesa y en la Europa League. En la Copa de la Liga, ya habían conseguido eliminar al Liverpool en Anfield Road por 2-1, y luego también pasaron por encima del Derby County y del Bournemouth. En la semifinal del torneo, consiguieron eliminar a su rival, el Tottenham, por 4-2 en los penaltis tras un empate global de 2-2. Durante la final de la Copa de la Liga de 2019 contra el campeón vigente de la copa, el Manchester City, con el partido 0-0 y la inminente tanda de penaltis, Sarri pidió que el portero Kepa Arrizabalaga fuera sustituido por Willy Caballero; ex arquero del City, y cuyas paradas de penaltis hicieron ganar al City la misma competición en 2016. Sin embargo, Arrizabalaga se negó a ser sustituido. Un iracundo Sarri estuvo a punto de irrumpir en el túnel del estadio, y más tarde fue retenido por el defensa del Chelsea Antonio Rüdiger para que no se enfrentará al portero. El Chelsea perdió la tanda de penaltis por 3-4. Después del partido, tanto Arrizabalaga como Sarri, se refirieron a la situación como un malentendido, ya que Sarri creía que Arrizabalaga estaba lesionado, pero Arrizabalaga se sentía bien para continuar.

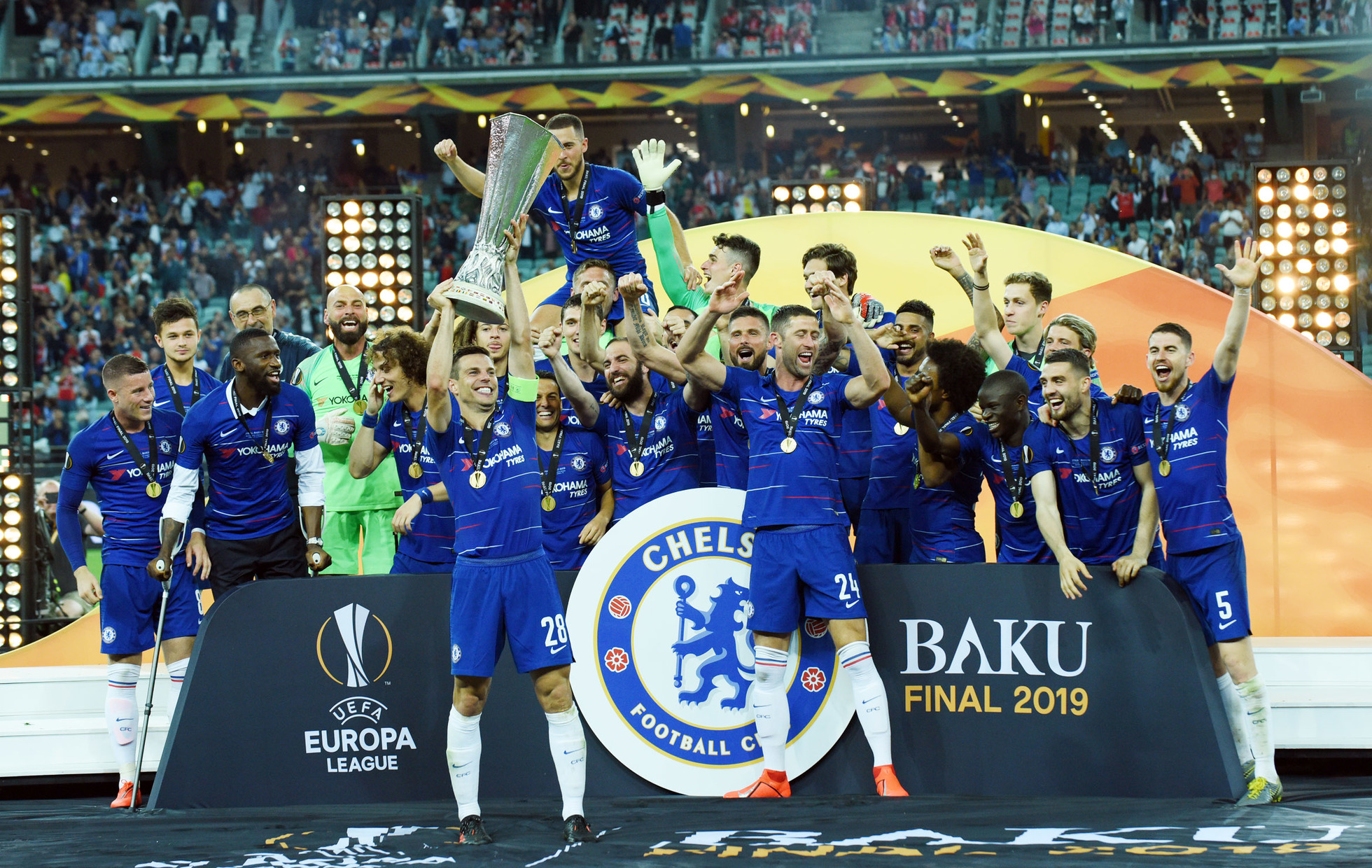
Chelsea, ganador de su segunda Europa League en 2019.

Tras la derrota en la final de la Copa de la Liga y una campaña titubeante en la Premier League, en la UEFA Europa League, dominó su grupo en donde ganó 15 de 18 puntos ante el PAOK, BATE y MOL Vidi. En dieciseisavos de final, eliminaron al Malmö con victorias en Suecia y en Londres por 2-1 y 3-0, respectivamente. En octavos de final, venció al Dinamo de Kiev con un global de 8-0 y en cuartos eliminó a la gran sorpresa, el Slavia de Praga, ganando también los dos partidos: 1-0 en la ida y 4-3 en la vuelta en Stamford Bridge. En la semifinal, contra un buen equipo del Eintracht Fráncfort, los azules necesitaron los penaltis para pasar a la final de Bakú. Tras dos empates (1-1), el Chelsea se impuso en la tanda de penaltis (4-3), en la que el guardameta Kepa detuvo dos penaltis. El 29 de mayo, Sarri consiguió su primer título como entrenador después de que el Chelsea venciera al Arsenal por 4-1 en la final en Bakú. El partido también supuso la despedida de Eden Hazard, convertido en ídolo de la afición desde que se puso la camiseta del Chelsea en la temporada 2012-13. Este fue el sexto título continental del Chelsea en su historia y también su segunda Europa League (la primera la ganó en 2013 ante el Benfica). 
Al final de la temporada 2018-19, el Chelsea anunció que Sarri se marchaba para convertirse en entrenador de la Juventus F.C.

## Frank Lampard (2019-2021)
Al final de la temporada 2018-19, el delantero estrella Eden Hazard se fue al Real Madrid. Junto a él, el ídolo Gary Cahill y el entrenador Maurizio Sarri también se despidieron de Londres, así como Gonzalo Higuaín, que regresó a la Juventus. Por otra parte, el brasileño David Luiz ha acordado un traspaso a su rival, el Arsenal. Otra preocupación para el Chelsea, además de la pérdida de piezas importantes de la plantilla, fue el castigo impuesto por la FIFA, que dejó a los Blues con la prohibición de realizar nuevos fichajes durante toda la temporada 2019-20. Así, la única salida que encontraron para fortalecerse fue apostar por su juventud. Así, el club anunció los siguientes jugadores que se incorporarán a la plantilla: Michy Batshuayi, Mason Mount, Tammy Abraham, Reece James, Billy Gilmour, Fikayo Tomori, Kurt Zouma, además, por supuesto, del estadounidense Christian Pulisic que había sido comprado al Borussia Dortmund antes del castigo. La mayoría de ellos eran jugadores juveniles del Chelsea que habían sido cedidos a otros clubes.

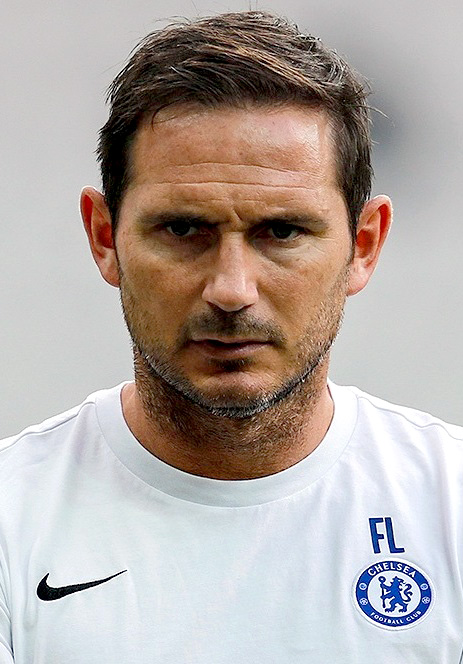
Lampard ahora como entrenador del club.

El 4 de julio de 2019, el inglés Frank Lampard es anunciado como nuevo técnico del conjunto londinense, tras realizar un prometedor trabajo en el Derby County. Los azules empezaron la temporada con decepción. En sus primeros partidos, incluyendo la Premier League, la Liga de Campeones y la Supercopa de la UEFA, sólo consiguió dos victorias (contra el Norwich y el Wolverhampton), ambas como visitante. Tras un comienzo fatal, el equipo logró adaptarse y lograr una buena racha, sufriendo sólo una derrota (ante el Manchester United en la Copa de la Liga) en los siguientes 11 partidos. Hubo 6 victorias consecutivas en la Premier League, así como una victoria a domicilio contra el Ajax en la Liga de Campeones. La secuencia positiva se interrumpió con dos derrotas consecutivas en casa por Premier League contra el Manchester City (2-1) y el West Ham (1-0). Después de eso, los azules tuvieron una temporada muy difícil y el rendimiento fue muy inconsistente. En 18 partidos (de todas las competiciones), el club sumó 8 victorias, 4 empates y 6 derrotas. Entre las victorias, algunas fueron emblemáticas: El Chelsea ganó a sus rivales, el Tottenham y el Arsenal, ambos fuera de casa, en una semana de descanso.
Durante los primeros meses del 2020 el equipo se mostró irregular en Premier League en donde en sus 10 partidos solo se ganaron 3 antes de la suspensión del campeonato debido a la pandemia COVID-19 y en la FA Cup el equipo se mantenía en forma, por el otro lado Kepa era relegado al banco durante 5 juegos de liga.
Con la interrupción de aproximadamente 3 meses debido a la pandemia por COVID-19, los Blues consiguieron volver a tener un buen rendimiento. Logra un cuarto lugar en liga y se clasifica a la final de la FA Cup 2019-20, tras vencer por 3-1 al Manchester United en las semifinales. En la final pierde contra el Arsenal, mientras que en la Champions League 2019-20 clasifica a octavos de final como segundo de grupo para enfrentarse al Bayern de Múnich, recibiendo una derrota por 0-3 en Stamford Bridge en el partido de ida y de 1-4 en la vuelta en Alemania, dejando un humillante global de 1-7.
Para la siguiente temporada, llegaron varios refuerzos: Hakim Ziyech del Ajax, Ben Chilwell del Leicester City, Thiago Silva del Paris Saint-Germain, Édouard Mendy del Rennes, así como los alemanes Kai Havertz del Bayer Leverkusen y Timo Werner del RB Leipzig. A pesar de las enormes expectativas para la temporada, el Chelsea tuvo un comienzo flojo al conseguir 3 victorias, 5 empates y 1 derrota en sus primeros 9 compromisos oficiales.
Después de varias críticas sobre el rendimiento fluctuante del club y los errores del sistema defensivo, el Chelsea respondió en consecuencia. En los siguientes 10 partidos de la temporada, los azules consiguieron 8 victorias y 2 empates, con 26 goles a favor, 4 goles en contra y 6 porterías a cero. La buena fase llevó al equipo de Lampard a la cima de la Premier League y garantiza la clasificación para la fase eliminatoria de la Liga de Campeones con una jornada de antelación y una campaña invicta (4 victorias y 2 empates). Pero poco después de la bonanza, las cosas empezaron a ir mal de nuevo en Stamford Bridge y una sucesión de malos resultados, junto con un rendimiento que estaba muy por debajo de lo que el club había demostrado anteriormente que podía ofrecer, pusieron fin a la etapa de Lampard en el Chelsea. Se rumoreaba que, a pesar de su idolatría dentro del club, la relación entre Frank y los miembros de la junta directiva había empezado a desgastarse. Hubo muchas críticas a algunas de las decisiones de Lampard y a su estilo de juego. El técnico también fue muy criticado por el escaso uso de dos de los principales refuerzos de los azules para la temporada: Timo Werner y Kai Havertz.
Debido a los malos resultados obtenidos en la liga estando en media tabla, sumado al bajo nivel deportivo del  equipo a pesar de la gran inversión de esa temporada, tras una temporada y media al frente del Chelsea, donde no es capaz de lograr los resultados esperados, finalmente es relevado de su puesto el 25 de enero de 2021.

## Thomas Tuchel (2021-Actualidad) y Abramóvich vende el club

Alineación del Chelsea en la final de 2021

Poco después de la salida de Frank Lampard, el 26 de enero de 2021 se anuncia la llegada de Thomas Tuchel al banquillo del Chelsea, convirtiéndose así en el primer alemán en dirigir al equipo inglés. En sus primeros 11 partidos al frente del club, Tuchel ha conseguido unos números impresionantes. Hubo 8 victorias y 3 empates, lo que representa el mejor comienzo de un entrenador en la historia de los azules. Además de los resultados, la defensa ha mostrado una gran evolución, ya que el club sólo ha recibido 2 goles en estos 11 partidos, incluso sin la presencia del lesionado Thiago Silva. Perdieron el invicto después de 14 partidos frente al West Bromwich Albion en Stamford Bridge, por un sorprendente 5-2. Bajo su dirección, el equipo londinense terminó 4º en la Premier League con 67 puntos.
En la Copa de la liga, el equipo cayó en la cuarta ronda al ser derrotado en los penaltis por 5-4 ante el Tottenham, tras un empate a uno en el tiempo reglamentario. Y fue subcampeón de la FA Cup por segundo año consecutivo, perdiendo por 1-0 ante el Leicester City en Wembley.
En Champions, se asegura un puesto en los cuartos de final con dos victorias (1-0 en la ida y 2-0 en la vuelta) ante el Atlético de Madrid de Diego Simeone, siendo la primera vez que los Blues consiguen pasar de octavos desde la temporada 2013/14. Luego los azules hicieron méritos para vencer al Porto por 2-0 en la ida de los cuartos de final, donde luego logró clasificarse para la semifinal en el partido de vuelta, a pesar de la derrota por 1-0. Su rival en la semifinal fue el Real Madrid, en el partido de ida en Madrid, el equipo jugó mejor y se fue con un buen resultado (1-1), ya en Londres, el equipo ganó 2-0 y llegó por tercera vez en la historia a una final de la Champions. El 29 de mayo de 2021, a partido único, los hombres de Tuchel se proclamaron campeones de la Champions League en el Estadio do Dragão, al derrotar al Manchester City por 1-0, con un gol de Kai Havertz.
El 11 de agosto de 2021, el equipo volvió a ganar un título europeo, convirtiéndose en bicampeones de la Supercopa de la UEFA en el Windsor Park de Belfast, al vencer al Villarreal por 6-5 en los penaltis, tras empatar 1-1 en el tiempo reglamentario y en la prórroga, con un gol de Ziyech. En la tanda de penaltis, el portero Kepa Arrizabalaga se convirtió en el héroe tras sustituir a Édouard Mendy al final de la prórroga y detener dos lanzamientos. Tuchel dijo que la sustitución había sido practicada y bien aceptada por ambos porteros, y se deshizo en elogios hacia el guardameta titular Mendy (que también hizo un gran partido) por su aceptación.

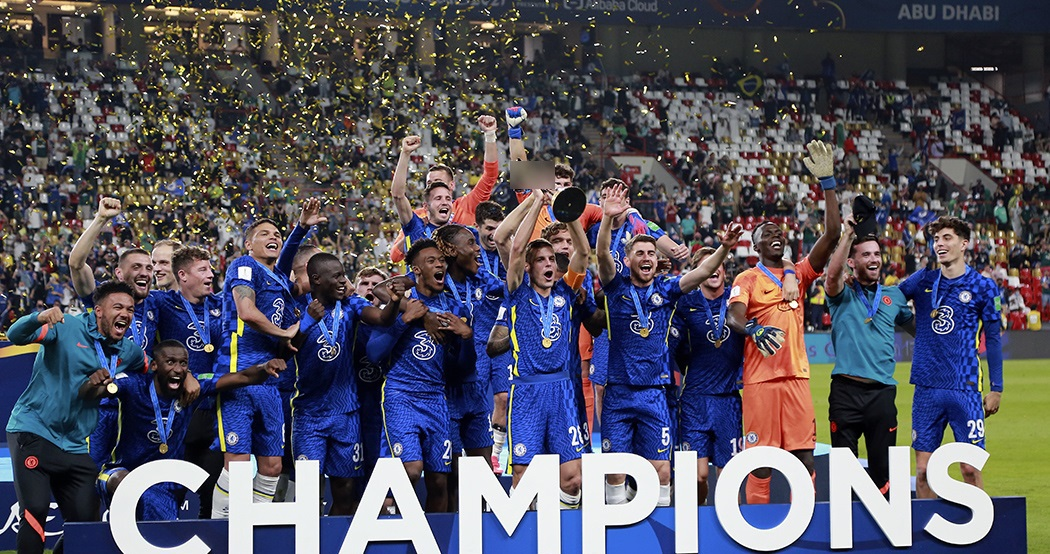
Jugadores del Chelsea celebrando la obtención del título mundial

El 12 de febrero de 2022 se consagró campeón de la Copa Mundial de Clubes 2021 disputada en los Emiratos Árabes Unidos, al derrotar al representante de la Copa Libertadores de América, el Palmeiras de Brasil por 2-1 en el Estadio Mohammed bin Zayed. Thomas Tuchel dio positivo de COVID-19 una semana antes y estuvo ausente durante la semifinal, pero pudo unirse a sus jugadores en el partido decisivo. El Chelsea abrió el marcador por medio de Romelu Lukaku, pero fue remontado en el minuto 64. Obligados a jugar la prórroga, los londinenses se impusieron finalmente por 2-1 gracias a un penalti transformado por Kai Havertz en los minutos finales del partido.
Dos semanas después, el Chelsea no pudo repetir ese éxito en la final de la Copa de la Liga, perdiendo ante el Liverpool F. C. en los penaltis tras empatar 0 a 0 en la prórroga. Más tarde, Tuchel llevó al Chelsea a su segunda final consecutiva de la FA Cup con una victoria por 2-0 sobre el Crystal Palace. Sin embargo, el Chelsea nuevamente cayó en la final ante el Liverpool en la tanda de penaltis, repitiendo el resultado de la final de la Copa de la Liga de ese año, disputada tres meses antes. En la Liga de Campeones 2021-22, el equipo clasificó como 2.º de su grupo. En octavos eliminó al Lille con un global de 4-1, pero cayó en cuartos ante el Real Madrid con un global de 4-5 tras la prórroga.

### Despedida de Abramóvich al club
En medio de las sanciones financieras impuestas a los oligarcas rusos por los gobiernos occidentales en respuesta a la invasión de Rusia a Ucrania en 2022, Roman Abramovich declaró el 26 de febrero que cedería la administración del Chelsea a los fideicomisarios de la Chelsea Foundation. Los fideicomisarios no aceptaron de inmediato, debido a preocupaciones legales relacionadas con las normas de la Comisión de Caridad de Inglaterra y Gales. Una semana más tarde, Abramovich condonó los 1.500 millones de libras que le debía el club y lo puso a la venta, comprometiéndose a donar los ingresos netos a las víctimas de la guerra de Ucrania. El 10 de marzo de 2022, el gobierno británico anunció sanciones a Abramovich, permitiendo al Chelsea operar bajo una licencia especial hasta el 31 de mayo, mientras que la Premier League descalificó a Abramovich como director del club. El 7 de mayo de 2022, se anunció que Abramovich acordó vender Chelsea a un nuevo grupo propietarios, liderado por Todd Boehly, Mark Walter y Hansjörg Wyss, para vender el club. El 25 de mayo de 2022, el gobierno británico aprobó la adquisición del Chelsea por parte del consorcio liderado por Todd Boehly, por un valor de 4.250 millones de libras.